# André Chénier
(André Chénier)
André Marie de Chénier (Costantinopoli, 30 ottobre 1762 – Parigi, 25 luglio 1794) è stato un poeta francese, esponente del neoclassicismo e del preromanticismo, nel cosiddetto "ellenismo francese", politicamente monarchico costituzionalista e membro del Club dei Foglianti, giustiziato a 31 anni sulla ghigliottina durante la Rivoluzione francese.
È considerato l'unico poeta di grandezza del Settecento francese.

## Biografia

### Origini familiari

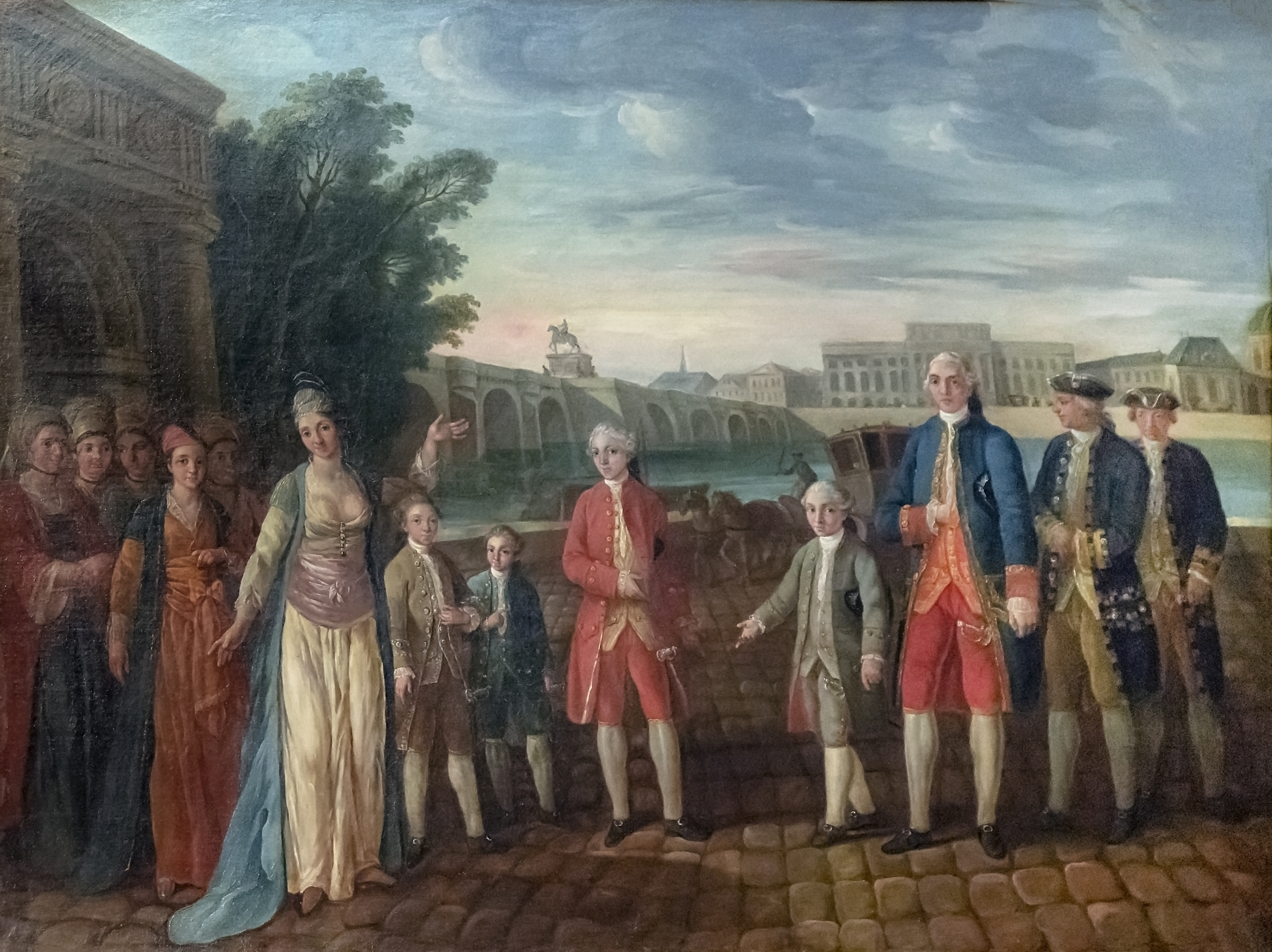
La famiglia Chénier nel 1773

Settimo figlio di Louis Chénier (1723-1796) e di Elisabetta Santi Lhomaca (Lomaca o Lomacka, 1729-1808), nacque a Costantinopoli (allora Istanbul, capitale dell'Impero ottomano) il 30 ottobre 1762. I genitori, sposati nella chiesa cattolica dei Santi Pietro e Paolo a Galata il 25 ottobre 1754, ebbero otto figli: Sophie (1756-1762), Constantin-Xavier (1757-1837), Hélène-Christine (1758), Zoë (1759-1763), Adélaïde (1760-1763), Louis-Sauveur (1761-1823), André-Marie e Marie-Joseph (1764-1811).
Louis Chénier, nato a Montfort, in Francia
, in una famiglia di commercianti, si era trasferito a Costantinopoli nel 1742 per impiegarsi nell'azienda Lavabre et Dussol, una ditta commerciale francese specializzata nell'esportazione di tessuti dalla Linguadoca in Turchia. Quando i due titolari decisero di ritornare in Francia, nel 1747, Chénier ne rilevò l'attività. Uomo attivo, ambizioso e intelligente, nel 1750 fu eletto dalla comunità degli uomini d'affari francesi «primo deputato della nazione», ossia rappresentante dei loro interessi presso le autorità turche. In tale veste, Louis Chénier divenne amico e confidente dell'ambasciatore francese, il conte Roland Puchot des Alleurs, nonché suo consulente finanziario.
La madre Elisabetta, franco-levantina, figlia di primo letto di Antonio Lhomaca, un antiquario nato a Costantinopoli da genitori greci, si considerava greca e pretendeva di discendere per parte materna dalla famiglia dei Lusignan, che aveva regnato sull'isola di Cipro. I suoi antenati paterni erano catalani e il bisnonno, venuto dall'isola di Chio, si era stabilito a Costantinopoli intorno al 1680. Antonio Lhomaca, che pare avesse studiato a Parigi nel collegio Louis-le-Grand, aveva contatti sia con la corte del Sultano che con l'ambasciatore francese e aveva così conosciuto Louis Chénier. Un'altra sua figlia, Maria, sposò nel 1763 Claude Amic, un commerciante marsigliese, e sarà la nonna materna di Adolphe Thiers, cugino in terzo grado di Chénier.
Il 21 novembre 1754, in punto di morte, l'ambasciatore Puchot des Alleurs nominò il suo segretario Deval e Chénier incaricati degli affari commerciali con l'Impero turco, affidando loro tutta la corrispondenza dell'ambasciata in attesa della nomina del suo successore. Louis Chénier sperò persino di potergli succedere, ma non fu accontentato e con l'arrivo del nuovo ambasciatore, il conte Charles Gravier de Vergennes, egli si trovò escluso dal ruolo privilegiato che era riuscito a conquistarsi.

### In Francia

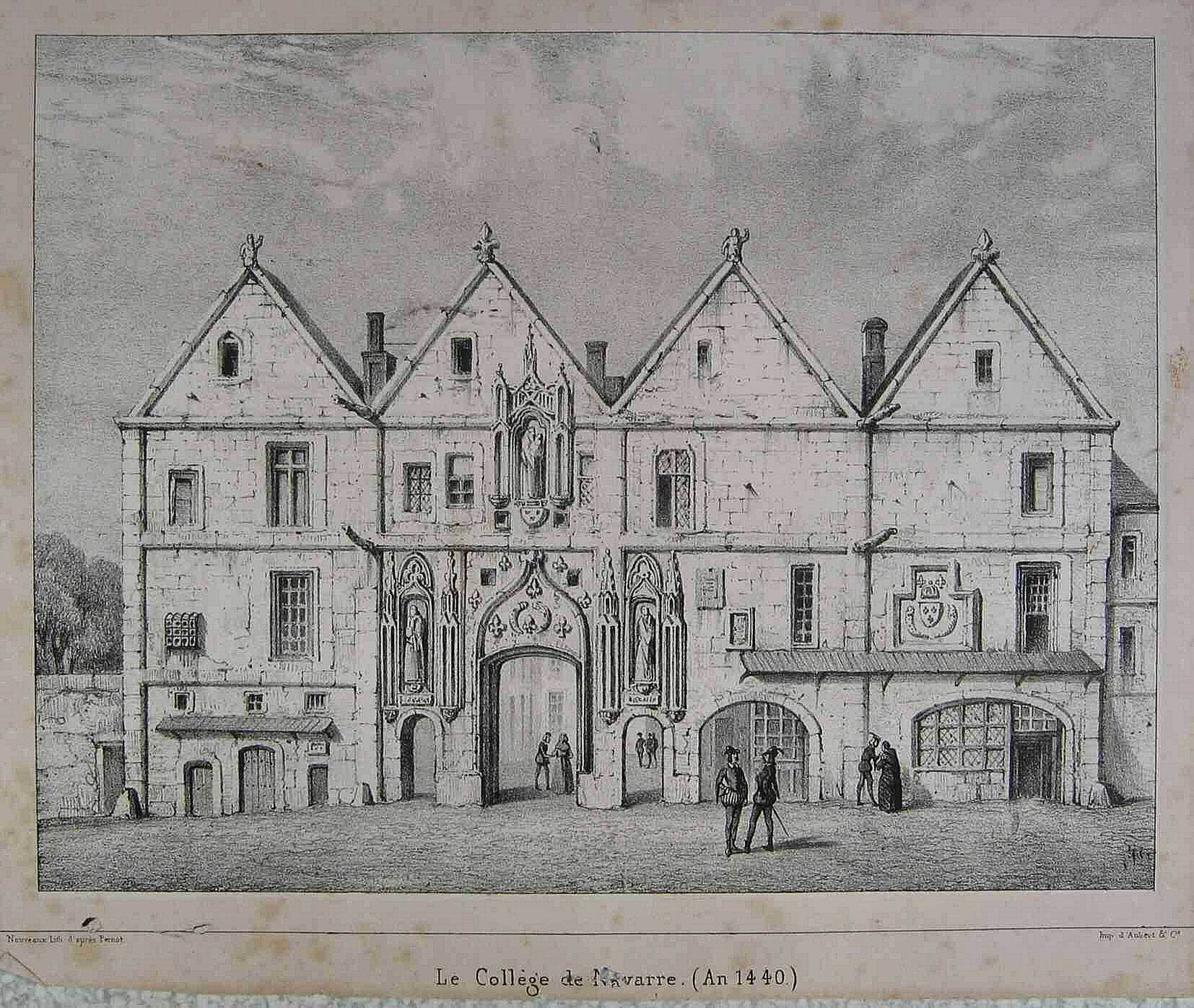
Il Collège de Navarre

Negli anni sessanta la guerra tra Francia e Inghilterra compromise i traffici commerciali nel Mediterraneo e in Turchia peste, carestia e terremoti devastarono il paese. Di fronte a una crisi economica che sembrava non aver fine, nel 1765 Louis Chénier, la moglie e i cinque figli presero la via della Francia. A Marsiglia furono ospiti di Claude Amic; poi, Louis Chénier affidò i figli Constantin e André ai cognati di Carcassonne, André e Marie Béraud, e si trasferì a Parigi per realizzare il suo sogno di entrare in diplomazia. Dopo diciotto mesi di sollecitazioni, riuscì a ottenere l'incarico di console in Marocco e pose la sua residenza a Salé. Mentre André e Constantin rimasero a Carcassonne, la moglie, che non volle seguirlo, si stabilì con gli altri tre figli a Parigi.

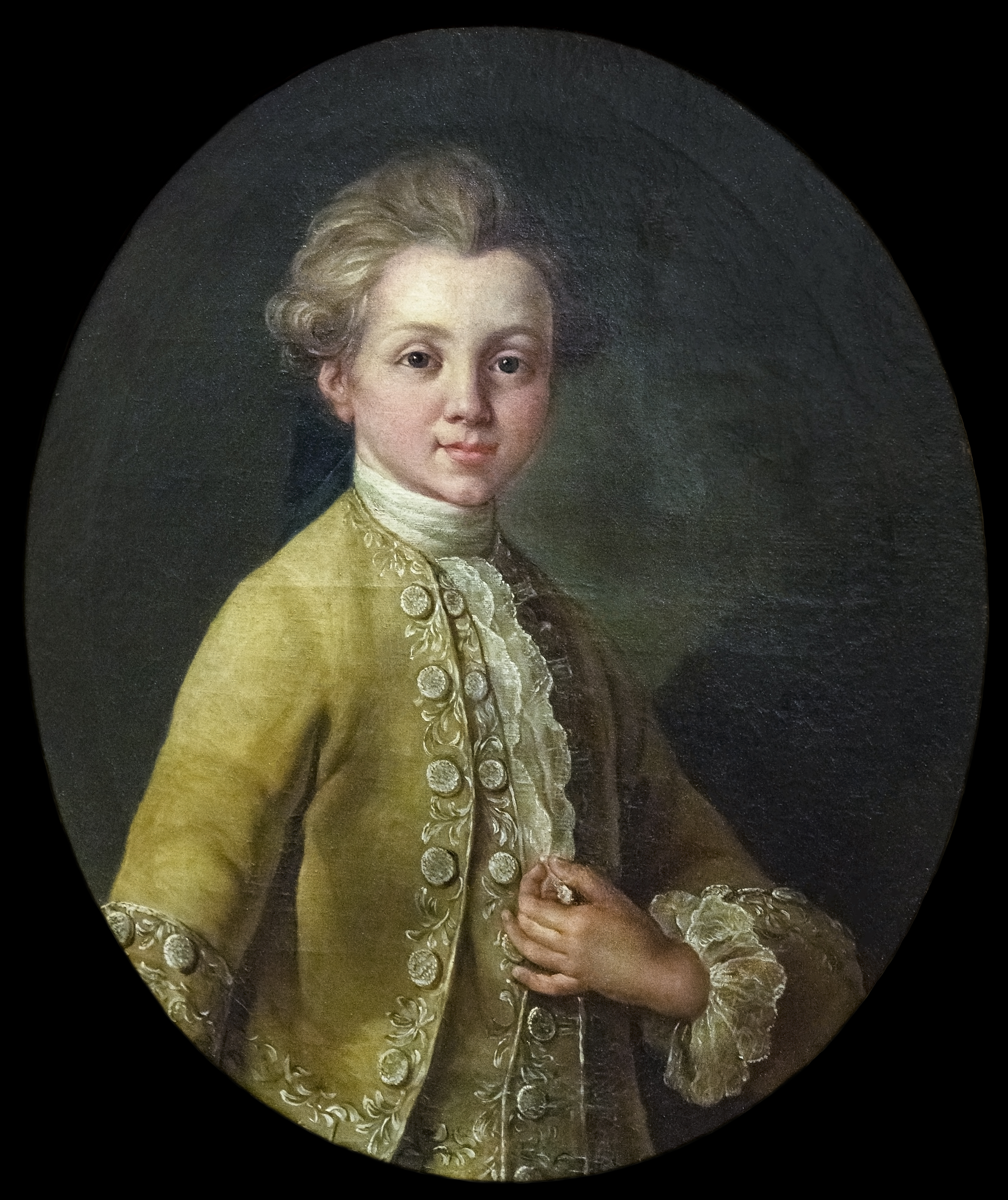
André Chénier da bambino

André imparò a leggere e a scrivere da un certo Sicre ed ebbe un'educazione religiosa dagli zii, da padre Coste, cappellano di Notre-Dame-de-Marceille, presso Limoux, e da due parenti dei Béraud, nella cui casa di campagna passava la bella stagione. Finalmente, in un giorno dell'estate del 1773, fu condotto a Parigi per riunirsi con tutta la famiglia.
Entrò subito nel Collège de Navarre, celebre per la qualità dei maestri e per quella dei suoi allievi, tutti provenienti da famiglie aristocratiche. André Chénier fece amicizia con diversi collegiali: con i due figli dell'intendente alle Finanze Trudaine de Montigny (1733-1777), Charles-Louis (1765-1794) e Charles-Michel (1766-1794), che l'ospitarono nel loro castello di Montigny, con François de Pange (1764-1796), figlio del marchese de Pange, commissario alla Guerra, che divenne un erudito e sostenne da posizioni moderate la Rivoluzione, e nel 1776 passò le vacanze con Chénier, e con Abel de Malartic de Fondat (1760-1804), figlio del primo presidente del Consiglio di Roussillon.
Apprese il greco classico e a 16 anni era già in grado di leggere correntemente Omero e Saffo in lingua originale, ed era già una passione che andava al di là della mera erudizione. Ebbe un ottimo percorso di studi, ricevendo nel 1778 il primo premio in lingua francese e la menzione onorevole in latino. Tornò così in famiglia, dove Mme Chénier aveva aperto il salotto della sua casa in rue de Culture-Sainte-Catherine, spesso ricevendo gli invitati vestita alla greca. Il salotto era frequentato da personalità di spicco, come David, Le Brun, Brunck, Villoison (colui che nel 1781 scoprì alla Biblioteca Marciana di Venezia il più importante manoscritto dell'Iliade), il drammaturgo e scrittore Palissot e il pittore Cazes figlio. Lei stessa, oltre alla danza e alla pittura, coltivava le lettere e, forse con l'aiuto di un letterato, Pierre-Augustin Guys o Le Brun, ebbe la soddisfazione di veder pubblicata sul Mercure de France una sua Lettre sur les tombeaux grecs.

#### Lycoris e Camille
In attesa di una sistemazione, André conduceva la vita oziosa dei giovani di «buona famiglia», grazie peraltro alla generosità dei fratelli Trudaine, eredi di un'immensa fortuna, che lo conducevano con sé all'Opéra e in altri luoghi meno austeri. Una serie di poesie, raccolte sotto il titolo di Lycoris, celebrano le grazie - «sono le tue belle natiche che m'hanno fatto fare questi graziosi versi» - di un'avvenente e non virtuosa creatura che gli si concedette, salvo lasciarlo quando s'accorse della scarsità della borsa del giovane poeta. Lycoris è nome tratto dall'Ecloga X di Virgilio, e testimonia sin da ora i vagheggiamenti pastorali del futuro autore delle Bucoliques, inaugurando una serie di pseudonimi femminili ripresi dall'antichità.

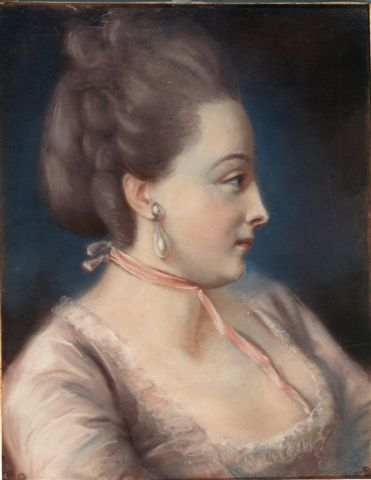
Rosalie Filleul, Ritratto di Michelle de Bonneuil

Mme Chénier, comprendendo l'importanza dello status di aristocratica, era riuscita a farsi attestare la propria presunta nobiltà da un discendente dei Lusignan e da altri tre aristocratici e tanto bastò perché i suoi figli Louis-Sauveur e Marie-Joseph potessero intraprendere la carriera militare nel rango degli ufficiali. Quando fu la volta di André, il 22 maggio 1781, fu emanata un'ordinanza reale che stabiliva che i cadetti gentiluomini non fossero più accolti di diritto come ufficiali di reggimento, salvo che si liberasse un posto a favore di soldati volontari la cui nobiltà fosse certificata da un'inoppugnabile documentazione.

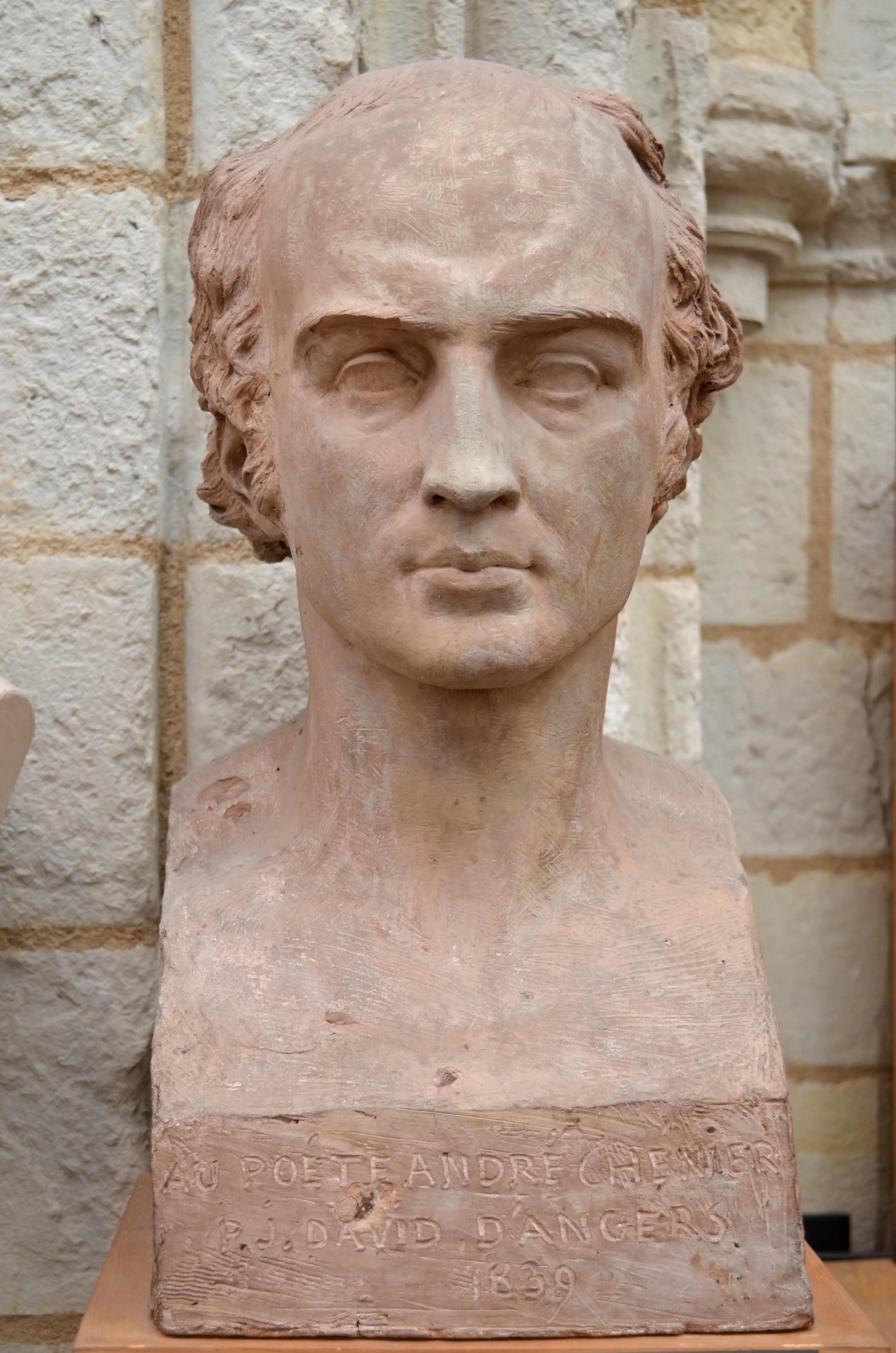
Busto di André Chénier eseguito da David d'Angers (1839).

Con questa incertezza, alla fine di maggio del 1782 André Chénier fu arruolato volontario a Strasburgo nel reggimento d'Angoumois, cercando di far convivere il mondo militare con la poesia, e non disdegnando la bella vita e un certo libertinaggio che la città, un tempo austera, consentiva di praticare. L'anno dopo, il 17 marzo 1783, un posto d'ufficiale resosi vacante nel reggimento fu assegnato dal comandante a un altro cadetto e Chénier, deciso a non rischiare altri anni di disagi in cambio di un'incerta prospettiva, diede le dimissioni e fece ritorno a Parigi. Anche il fratello Marie-Joseph, dopo due anni di guarnigione a Niort, seguì il suo esempio, sperando di avere successo nell'attività letteraria.
Dopo una malattia dalla quale si riprese a fatica, nel settembre del 1784 intraprese con i fratelli Trudaine un viaggio in Svizzera, del quale egli non ha lasciato alcun preciso dettaglio. Si sa soltanto che a Zurigo conobbero il celebre Lavater. 

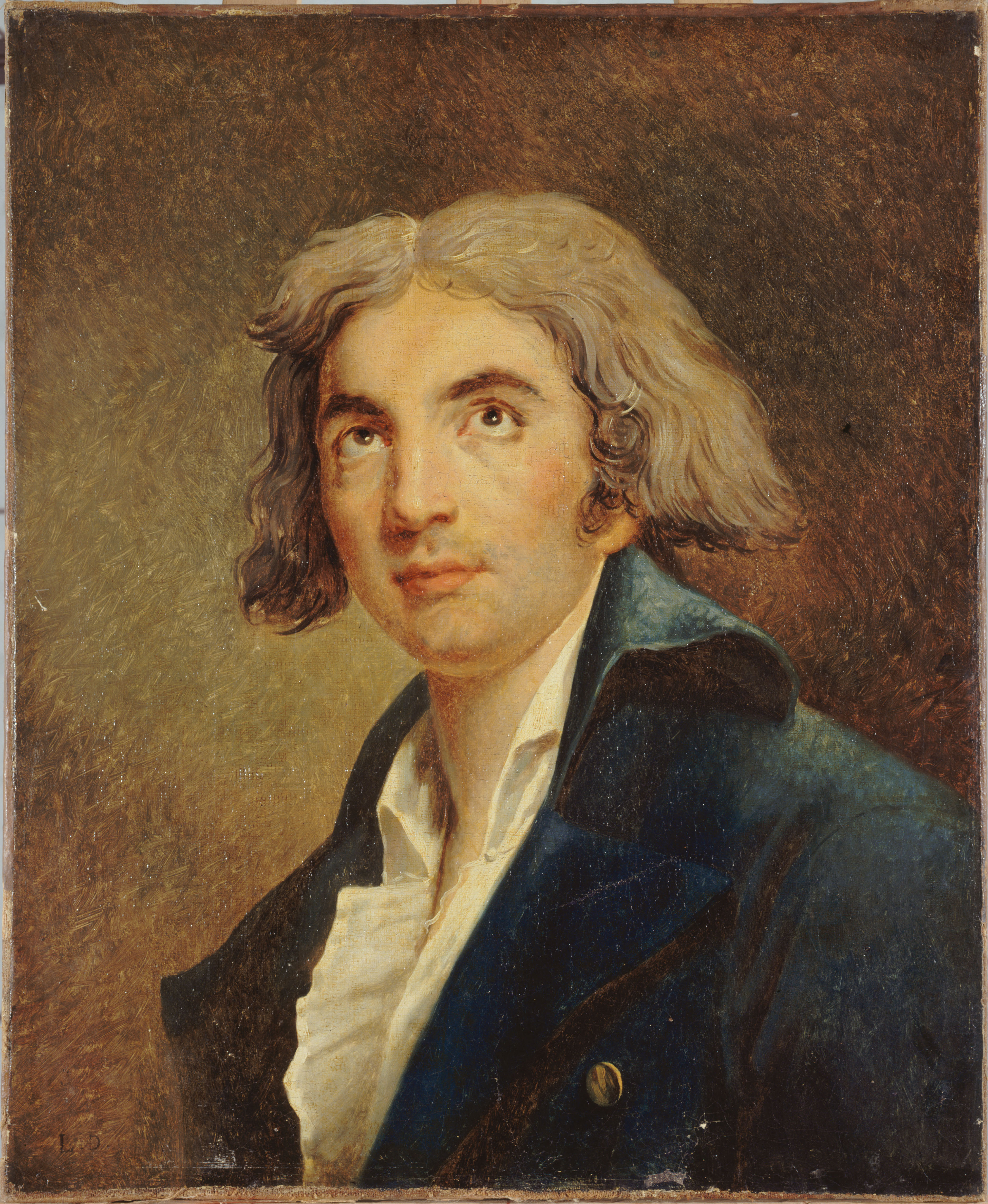
Ritratto presunto di Marie-Joseph Chénier, Museo Carnavalet

Ritornato a Parigi, fu presentato da François de Pange alle cugine Pauline de Beaumont, figlia di Armand de Montmorin e Marie-Louise de Domangeville, che qualche anno dopo sposerà Antoine Mégret de Sérilly, ministro di Luigi XVI. Conobbe anche la famiglia del banchiere Pourrat e Michelle de Bonneuil (1748-1829), giovane moglie dell'anziano primo valletto di camera di Monsieur, il fratello del Re, e venne così introdotto nel «bel mondo» che ruotava intorno alla corte, alla politica e alla finanza.

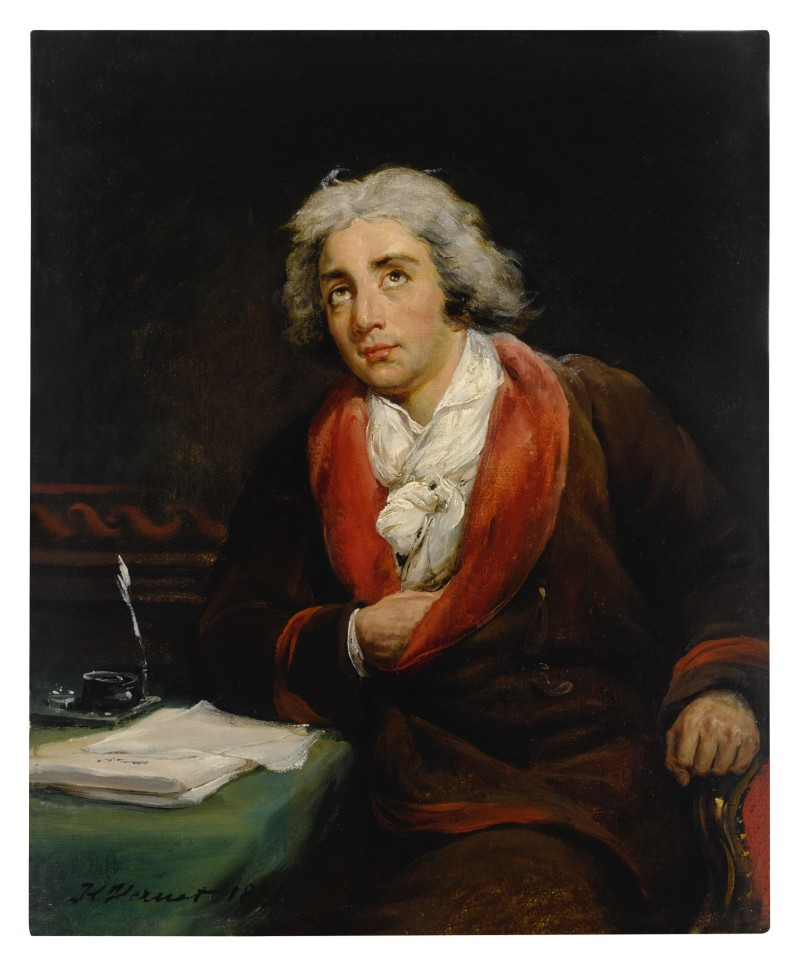
Horace Vernet, Ritratto di André Chénier (postumo, 1825), ritraente il poeta in giovane età

Già madre di tre figlie e di quattordici anni più anziana di Chénier, l'ancor bella Madame de Bonneuil ammaliò il poeta anche per la grazia del suo canto e l'interesse per la poesia, ispirandogli componimenti in cui Chénier le dà il nome di Camille. I due intrattennero un breve rapporto, cui del resto Michelle de Bonneuil non diede mai alcuna importanza, pur aprendogli le porte del suo appartamento parigino e quelle del castello di Sénart. Partita per un viaggio in Svizzera, al suo ritorno gli fece capire che la loro relazione era conclusa e Chénier tornò a consolarsi con le ragazze dell'Opéra.
Per farsi accettare nei salotti esclusivi della capitale, André prese l'abitudine di dare un tocco di nobiltà al suo nome, facendosi chiamare Chénier de Saint-André. L'amicizia con il filologo Brunck gli fece scoprire l'ellenismo, che influenzerà tutto il suo pensiero. Conobbe Beaumarchais, Restif de la Bretonne, Joseph-Marie Vien, Jacques-Louis David, il poeta polacco Niemcewicz, con il quale divise l'amore platonico verso Maria Hadfield, la giovane moglie del pittore William Richard Cosway. Fu lei a indurlo a imparare la lingua inglese.

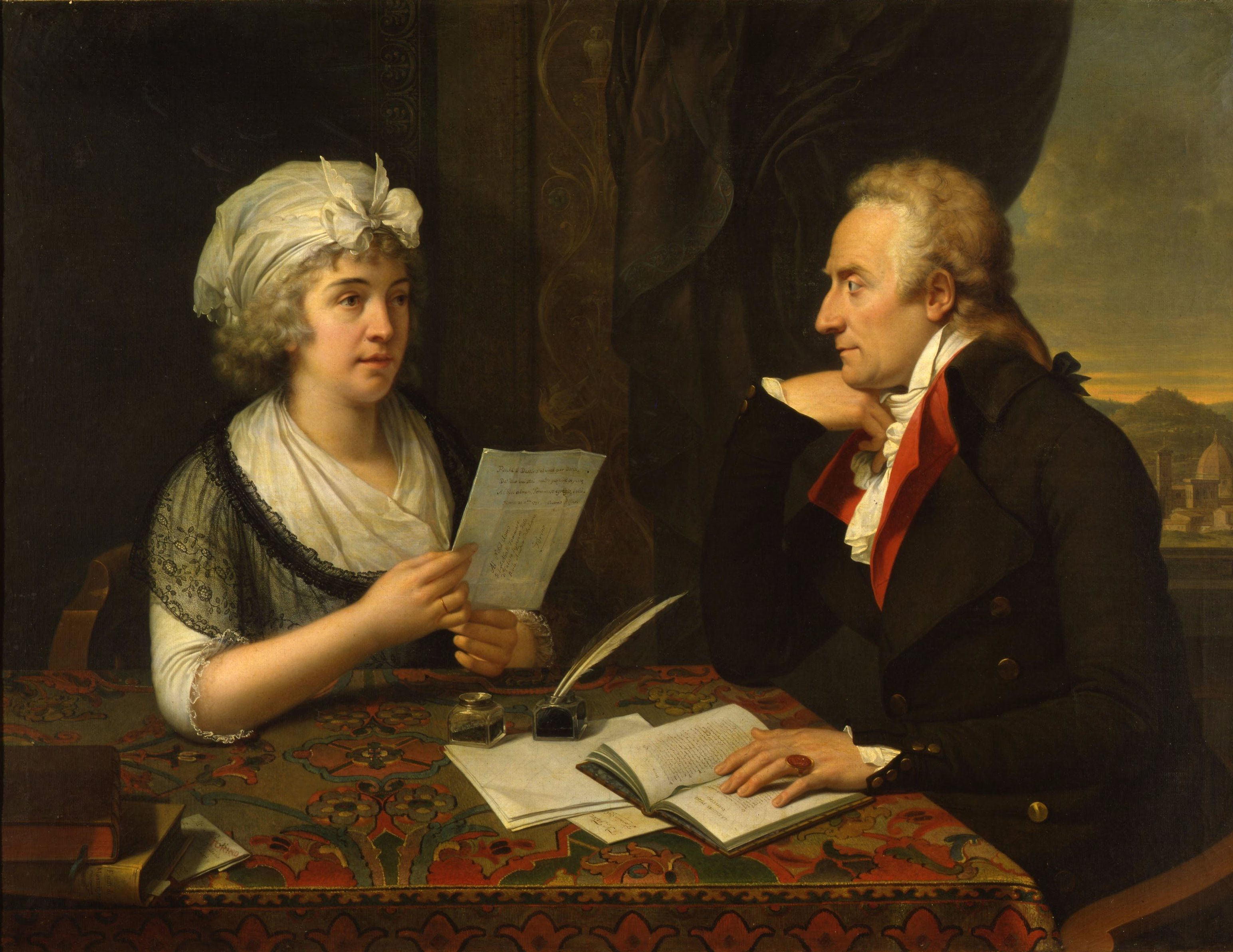
Fabre: Alfieri e la contessa d'Albany

Nell'estate del 1786 i fratelli Trudaine lo invitarono a una crociera nel Mediterraneo durante la quale prevedevano di visitare l'Italia, la Grecia, Costantinopoli e le coste dell'Asia Minore. A Roma s'innamorò di una belle romaine, come viene chiamata nelle elegie del periodo, una donna bella e colta di cui non si conosce il nome anche se sembra fosse aristocratica e sposa di un uomo rozzo e volgare. Il viaggio ebbe però termine a Napoli, sembra per un attacco di nefrite, male di cui soffriva periodicamente, che colse Chénier, costringendo i tre amici a far ritorno a Parigi. André non poté dunque giungere nell'agognata Grecia, e perse così l'unica opportunità di vederla.
Nella capitale conobbe, tra la fine del 1786 e l'inizio del 1787, Vittorio Alfieri e la sua convivente, la contessa d'Albany, stabilitisi a Parigi dopo 14 mesi trascorsi in Alsazia. Alfieri aveva appena finito di scrivere Del principe e delle lettere, nel quale sostiene che la letteratura può svilupparsi soltanto in un regime di libertà politica, mentre sotto la tirannia, per quanto questa possa atteggiarsi a protettrice delle lettere, può essere condotta soltanto a decadenza. Alfieri lesse il manoscritto a Chénier, il quale trovò in esso una grande affinità con quanto andava scrivendo nel proprio Essai sur la perfection des lettres et des arts, rimasto tuttavia incompiuto. Chénier vi scrive che «l'unanimità dei sentimenti e delle opinioni era stata la prima causa della nostra amicizia», e aggiunge di essere rimasto «stupito e lusingato di vedere spesso un'onorevole somiglianza tra ciò che egli aveva scritto e quel che io scrivevo».

### A Londra

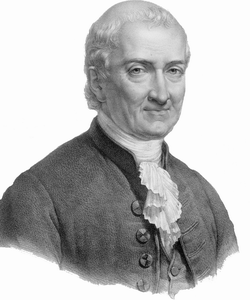
François de Barthélemy

Nel 1787, grazie ai buoni uffici dell'amico François de Pange e di Pauline de Baumont, figlia del ministro degli Esteri Montmorin, André Chénier fu nominato segretario del marchese de la Luzerne, nuovo ambasciatore francese in Inghilterra. Il 6 dicembre salpò da Calais alla volta di Dover, raggiungendo l'ambasciata di Portman Square a Londra, accolto dal primo segretario M. de Nettement e da François de Barthélemy, diplomatico monarchico che sarà membro del Direttorio nel corso della Rivoluzione francese, col quale strinse una cordiale amicizia. Nell'ambasciata svolse poche e semplici mansioni, ma godette di buono stipendio e di molto tempo libero.
Leggeva e ammirava Shakespeare, diversamente dal fratello Marie-Joseph, il quale inviò ad André la propria tragedia Bruto e Cassio, ma sembrava ammirare ancor di più le giovani donne inglesi: «nessun altro paese quanto l'Inghilterra produce ragazze così belle» - dichiarò perentorio. Non riuscì però a inserirsi in società e mancandogli le consuete relazioni mondane, cominciò a disilludersi.
Alcuni spiacevoli episodi gli fecero desiderare di lasciare l'Inghilterra. Il 3 aprile 1789 non fu invitato a un pranzo dato dall'ambasciata a ospiti illustri, qualche giorno dopo un albergatore si presentò all'ambasciata esigendo il pagamento d'una cambiale scaduta e non onorata proprio da suo cognato Latour de Saint-Ygest, marito di Hélène Chénier. Per evitare uno scandalo, André pagò il debito di tasca propria. Invitato poi, il 21 aprile, a un grande festa organizzata dall'aristocrazia inglese, si trovò completamente ignorato. Era troppo per il suo amor proprio e, col pretesto delle prossime nozze dell'amico Charles-Louis Trudaine, all'inizio di giugno ottenne un congedo di cinque mesi e fece ritorno a Parigi.
Alfieri gli scrive in versi per consolarlo allora del suo stato di prostrazione: «tu scaccia intanto i pensamenti oscuri; / E allo scriver sol pensa, a scriver nato; / Che non è cosa al mondo altra che duri».

### Il debutto in politica
Giungendo a Parigi, espresse la sua solidarietà al nuovo regime moderatamente liberale che l'Assemblea Costituente andava delineando. Dopo tutto, durante l'antico regime egli non aveva goduto di nessun privilegio e aveva patito qualche umiliazione. Era convinto che borghesi e intellettuali meritassero più diritti, che il popolo dovesse vedere migliorata la propria condizione e che la nobiltà potesse sopportare qualche rinuncia ai propri privilegi. Niente di più, però: le distinzioni di classe dovevano rimanere ben nette e le basi della società immutate, con al vertice il re e la corte, con le loro splendide feste e i magnifici spettacoli.
Tornato a Londra il 19 novembre, trovò la capitale affollata dai nobili francesi qui emigrati che riempivano la città delle loro declamazioni contro quel che stava avvenendo in Francia, accusando lo stesso re Luigi di non far nulla per sterminare «tutta quella canaglia». Nella lettera al padre del 24 novembre Chénier si dissociò da costoro, rimproverandoli di spargere notizie false e di non vedere che «la loro odiosa animosità verso la patria li rende spregevoli e ridicoli». Non nascondeva però una certa inquietudine, sulla scia delle posizioni dell'amico De Pange, cui attribuiva la massima fiducia.
Questi, che aveva salutato con soddisfazione le prime riforme introdotte dall'Assemblea Costituente, nel suo scritto di dicembre Réflections sur la délation, qualificò il comitato, che presso la Comune vigilava contro i complotti controrivoluzionari, di «setta intollerante di uomini crudeli che niente persuade, di uomini sospettosi che niente rassicura». L'opuscolo, letto a gennaio da Chénier, ebbe la sua completa approvazione: «è uno scritto pieno di giustizia, di nobiltà, di ragione e d'eloquenza» - scrisse al padre il 19 gennaio 1790 - che poteva dispiacere «soltanto al faubourg Saint-Antoine», il popolare quartiere parigino. In una successiva lettera al padre, il 29 gennaio, Chénier si mostrava preoccupato per la decisione dell'Assemblea Costituente di limitare a 3.000 livres le pensioni e le gratifiche erogate dall'ancien régime, riservandosi di rivedere nel corso dell'anno il loro importo. Suo padre, vistosi dimezzare le proprie entrate, chiedeva un sostegno ai figli, ma André doveva confessare di essere senza denaro, senza contare i debiti contratti con l'amico François de Pange.

#### I club di Parigi

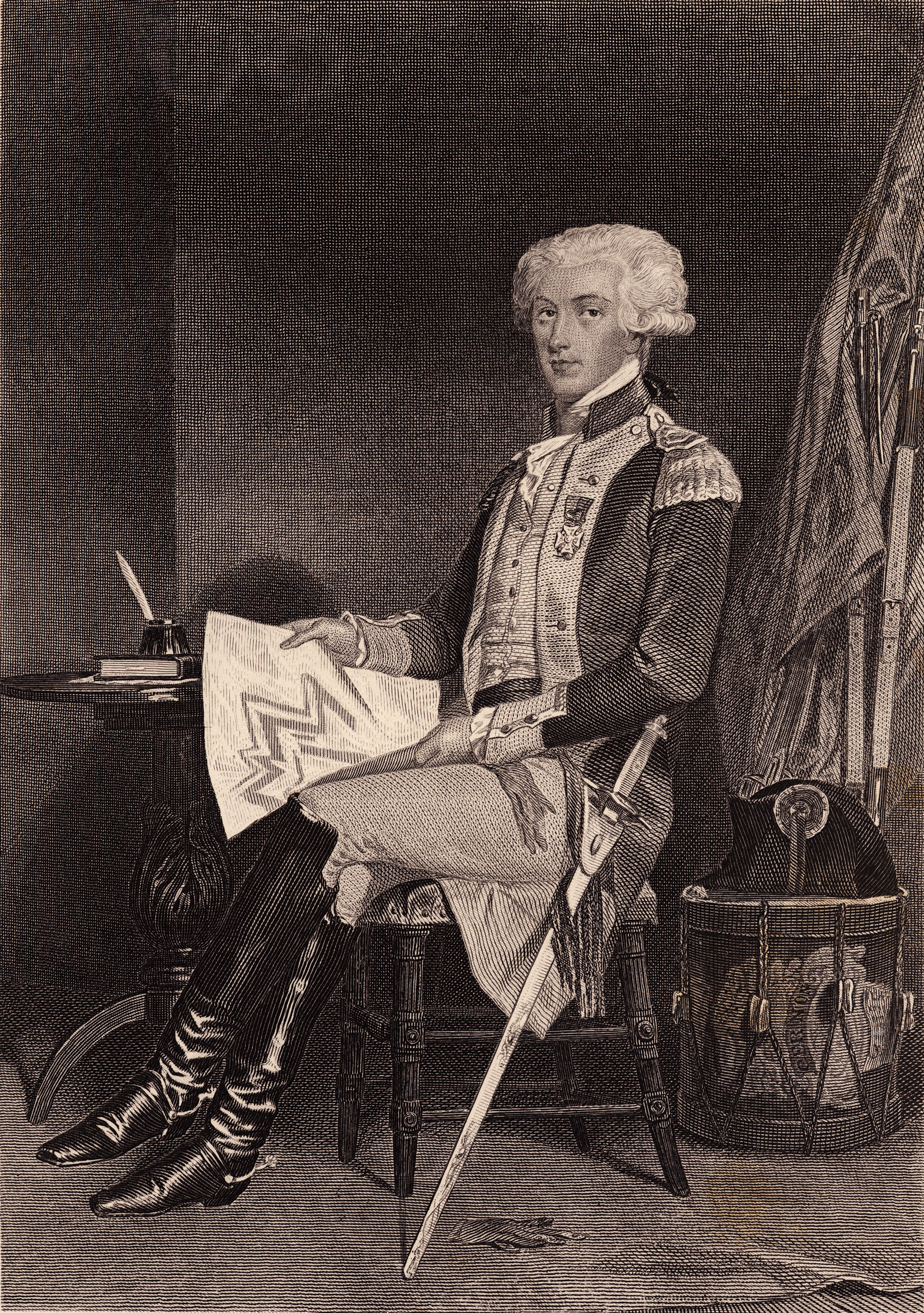
Il marchese La Fayette

Si trovava ancora a Londra quando s'iscrisse alla Societé de 1789, il club fondato in aprile da Bailly, Sieyès, Condorcet e La Fayette e stabilitosi il 12 maggio 1790 al Palais Royal. Ne facevano parte, tra gli altri, il duca di La Rochefoucauld con il cugino duca de Liancout, Mirabeau, Talleyrand, David, i fratelli Trudaine, François de Pange, e poi finanzieri, avvocati e giornalisti.
Il regolamento della Societé prevedeva la sua suddivisione in tre sezioni: la sezione del Journal, la sezione della correspondance e quella dell'éncouragement, ciascuna amministrata da dodici membri. I collaboratori del Journal avrebbero dovuto presentare memorie e osservazioni «sulle diverse parti e su tutto l'insieme dell'economia sociale, o anche osservazioni sugli avvenimenti» che interessavano «i principi e i progressi di questa scienza».
La Societé de 1789 era più un'accademia politica che un club, e il pubblico non veniva ammesso alle sue sedute. La quota sociale era elevata e allontanava le persone con scarse risorse. I suoi membri, circa seicento, erano moderati egualmente devoti al re a alla Costituzione.
Alla sinistra della Societé de 1789 si poneva la Societé des amis de la Constitution, già Club bretone e più nota come Club dei Giacobini da quando si era installato nella biblioteca del convento domenicano di rue Saint-Honoré. Nel 1790 non era ancora un circolo di repubblicani intransigenti, ma riuniva la parte illuminata della borghesia rivoluzionaria. I suoi membri più influenti erano allora Duport, Barnave e Lameth, che costituivano il cosiddetto «triumvirato», i quali avevano alla loro sinistra Robespierre, Camille Desmoulins, l'abbé Grégoire e il futuro girondino Pétion.
D'altra parte anche uomini come La Fayette, Mirabeau e il duca di Chartres erano iscritti e partecipavano alle sedute del club giacobino. Insomma, tra i membri della Societé de 1789 e i Giacobini del triumvirato non vi erano ancora divergenze dottrinali essenziali: l'unica differenza consisteva nel fatto che i primi stavano al governo e i secondi volevano entrarvi.
All'estrema sinistra si collocavano diversi club di quartiere, il più noto dei quali era la Societé des Amis des Droits de l'Homme et du Citoyen, o club dei Cordiglieri. Erano rivoluzionari intransigenti: per statuto, essi denunciavano «al tribunale dell'opinione pubblica gli abusi dei differenti poteri e ogni attentato ai Diritti dell'Uomo». Protettori degli indigenti e degli oppressi, presentavano petizioni, aprivano sottoscrizioni, organizzavano dimostrazioni e all'occorrenza sommosse. I loro aderenti appartenevano alla piccola borghesia e ai ceti operai, i loro leader erano Danton e Jean-Paul Marat.
Infine, alla destra della Societé de 1789 stava il Club des amis de la Constitution monarchique di Clermont Tonnerre e Malouet che cercavano di far credere di non essere avversi alla Rivoluzione, mentre all'estrema destra si situavano i reazionari dichiarati riuniti intorno all'abate Maury.

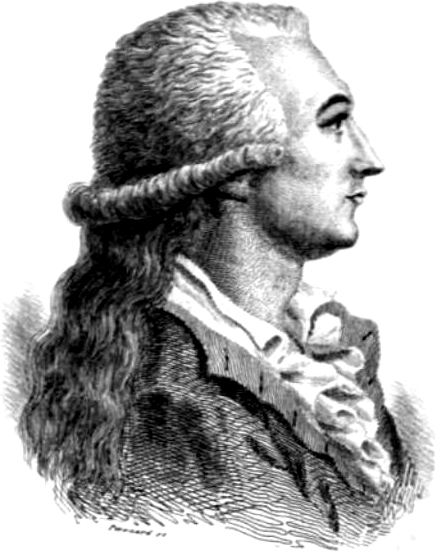
Marie-Joseph Chénier

I fratelli di André Chenier seguivano altre strade. Constantin era vice-console ad Alicante, mentre Louis-Sauveur, sottotenente di un reggimento di fanteria, aveva diviso tutti i suoi beni tra i soldati e scritto un opuscolo anonimo che aveva distribuito in tutta Parigi. Intendeva tranquillizzare la popolazione sulla devozione della truppa alla Rivoluzione, che egli esortava a opporsi ai generali, «agenti del dispotismo», e proponeva una riforma democratica dei regolamenti militari. Lo scritto fu sequestrato ma non fu identificato l'autore, che partecipò alla presa della Bastiglia.
L'altro fratello Marie-Joseph, lasciato l'esercito, si era stabilito in una soffitta di rue Corneille, proprio davanti al Théâtre-Français, oggetto delle sue ambizioni. Si era infatti dato alle lettere e dopo gli insuccessi del dramma Edgar e della tragedia Azémire, contava d'imporsi con la tragedia Charles IX, ou la Saint-Barthélemy. Proibita dalla censura, Marie-Joseph aveva denunciato nel 1789 con lo scritto De la liberté du théâtre en France la protezione accordata «alle basse adulazioni» e la proscrizione delle «verità forti e ardite», additando nella successiva Dénunciation des Inquisiteurs de la pensée, nell'accademico Suard il «tacchino» che pretendeva di «governare le aquile».
Col sostegno dei suoi amici, tra i quali poteva vantare personalità come Danton, Camille Desmoulins, Collot d'Herbois e Fabre d'Églantine, Marie-Joseph Chénier riuscì a imporre il 12 novembre 1789 la rappresentazione del Charles IX, che fu un trionfo. Forse vi assistette anche André, che apprezzò l'opera. Alla fine dello spettacolo l'attore protagonista, l'ancora sconosciuto Talma, presentò sul palcoscenico l'autore. All'uscita, Danton dichiarò che «se Figaro ha ucciso la nobiltà, Charles IX ucciderà la monarchia», e Desmoulins aggiunse che quella tragedia era stata più utile alla Rivoluzione delle stesse giornate d'ottobre.

#### L'Avis au peuple français
André Chénier, ottenuto un nuovo congedo dall'ambasciata di Londra, ritornò a Parigi alla fine di giugno 1790, ospite di François de Pange a Passy. Qui scrisse, in agosto, l'Avis au peuple français sur ses véritables ennemis, pubblicato sul 13º numero del Journal de la Societé de 1789.
La Francia era «invecchiata nell'errore e nella spensieratezza» - scrive Chénier - e, «stanca di sventure e d'oppressione», era giustamente e legittimamente insorta. Egli non si stupisce che il popolo, «ancora caldo delle emozioni ed esaltato dal successo», non rimanga «tranquillo ad attendere pacificamente il nuovo regime che gli si sta preparando». Egli si stupisce e quasi s'indigna che il popolo pretenda di partecipare attivamente alla costruzione della nuova società: «Un così gran numero di piedi ritarda il cammino; un così gran numero di braccia ritarda l'azione».

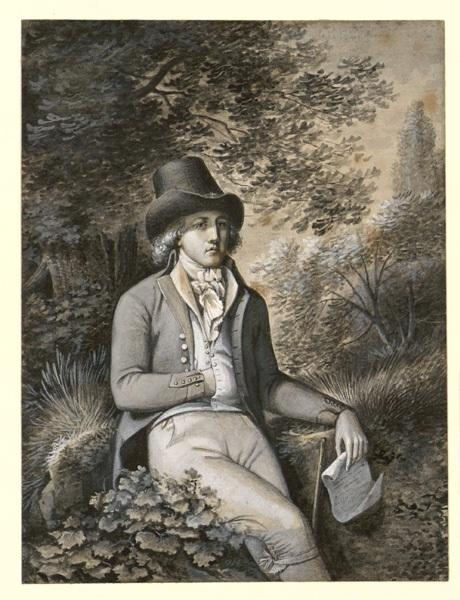
Louis Boilly, André Chénier

Quando la politica diventa la maggiore occupazione della popolazione - sostiene - ogni altra attività rallenta e si ferma, mentre «le teste si scaldano e partoriscono o credono di partorire idee nuove». Tutte queste agitazioni possono produrre una positiva «emulazione patriottica», purché «non le si lasci andare troppo lontano». E si è andati troppo lontani con le «gravi accuse», le «imputazioni atroci», con le «insurrezioni illegittime» che scoppiano un po' ovunque «in tutti gli angoli dell'impero». Queste rivolte sono fondate su «malintesi», sostenute da «sofismi» e condotte da «quell'ultima classe del popolo che, non conoscendo nulla, non avendo nulla, non prendendo interesse a nulla, sa solo vendersi a chi vuole pagarla».
Chénier non pensa che nemici del popolo siano i nobili emigrati che, secondo una voce diffusa, inciterebbero i sovrani europei ad assalire la Francia. È «un'assurdità» credere che coloro che non amano la Rivoluzione siano tutti «nemici attivi, cospiratori ardenti» e bisogna comprendere quei pochi che cospirano, perché hanno subito perdite di patrimonio e sono deviati da un'«educazione sbagliata», da una «vanità pusillanime e ridicola» e da «notizie false e fittizie». Basterà mostrar loro «l'ordine, l'equità, la concordia» ristabilite in Francia per farli ritornare pacificati dall'esilio.

#### Il primo scontro con i Montagnardi
Chi sono dunque i nemici del popolo francese? Per rispondere a questa domanda Chénier indica dapprima le cause che impediscono la pubblica concordia, che sono «i contrasti d'interesse, il calore delle opinioni, la poca abitudine alla libertà». Una prima conseguenza è che «una parte del popolo esercita la sua violenza contro i grandi di un tempo», come se «la verga di ferro abbia solo cambiato di mano». Una seconda conseguenza è che le persone che amano viaggiare vengono fermate, interrogate e perquisite. Una terza è che esistono comitati d'inquisizione che «frugano nelle case, nelle carte, nei pensieri». Una quarta, la peggiore, è che «una parte del popolo si ostina a sostituirsi ai tribunali e si fa un gioco, un divertimento, a dare la morte».

I veri nemici sono, secondo Chénier, quegli «scrittori abbastanza feroci e vili per dichiararsi i protettori, gli apologisti di questi omicidi», quegli 
(Avis au peuple français)
Chénier non fa i nomi di costoro, che andrebbero cercati tra i giornalisti parigini. Erano attive, in quel periodo, una trentina di testate, ed escludendo quelle reazionarie e moderate, rimanevano, tra le radicali, L'Ami du peuple di Marat, L'Orateur du peuple di Fréron e Les Révolutions de France et de Brabant di Desmoulins. Marat era certamente uno dei giornalisti presi di mira da Chénier, ma non rispose nemmeno all'Avis. Rispose invece Desmoulins, scrivendo con indignazione di «uno scatenamento senza precedenti contro gli scrittori patrioti» da parte «di un non so quale André Chénier». A Chénier, che fu particolarmente ferito da quel «non so quale», gli amici consigliarono di non rispondere.
L'Avis fu conosciuto e apprezzato dal re di Polonia Stanislao Augusto attraverso il suo incaricato d'affari in Francia, l'italiano Filippo Mazzei. Questi, iscritto alla Societé de 1789, era decisamente favorevole a una moderata monarchia costituzionale, e come Chénier temeva particolarmente i giacobini radicali, «deputati ardenti, l'eccessivo zelo dei quali (se per altro è puro zelo) è disapprovato da molti savi e degni cittadini che aborriscono sinceramente gli antichi abusi», come scrisse a re Stanislao Augusto il 26 aprile 1790. Il re di Polonia, trovando lo scritto di Chénier «moderato, saggio, adatto a calmare l'effervescenza e applicabile anche ad altri paesi», volle ricompensarlo con una medaglia d'oro. Il 18 novembre 1790 Chénier rispose con una lunga e ossequiosa lettera di ringraziamento.

#### L'odeLe Jeu de Paume

David: Il giuramento della Pallacorda

Il 1º gennaio 1791 il club dei Giacobini lanciò una sottoscrizione per finanziare una grande tela, affidata a Jacques-Louis David, che celebrasse l'anniversario del Giuramento della Pallacorda, avvenuto il 20 giugno 1789, con il quale i deputati del Terzo stato avevano resistito con successo al tentativo di Luigi XVI di sciogliere l'Assemblea Nazionale.
Chénier volle dedicare all'impresa artistica dell'amico David, «re del sapiente pennello», l'ode Le Jeu de Paume, che fu la prima sua poesia pubblicata. Reso omaggio al talento dell'artista, Chénier saluta poi il popolo francese, per il quale egli «intreccia i fiori che fa nascere la lira», e i suoi deputati, «portatori della fiaccola / che ci mostrò i nostri destini», raccomandando loro un «grande compito»:
(André Chénier)
I deputati dell'Assemblea Nazionale devono disarmare «la torcia incendiaria e il ferro assassino». Il popolo non deve pensare che tutto sia permesso e deve temere i suoi «avidi cortigiani». Vi sono infatti, secondo Chénier, «cento oratori carnefici» che spacciandosi per amici del popolo «soffiano fuochi omicidi» e vedono ovunque il tradimento. I loro «fogli neri di veleno» sono altrettante «forche affamate di carneficina», essi sono uomini che tengono pronti «calici pieni di sangue».
A questo nuovo attacco contro certi giornalisti, non meno violento di quello che aveva portato nell'Avis au peuple français, segue a conclusione dell'ode una sorprendente minaccia ai sovrani europei. Quei «rei indegni» quei «despoti coronati» devono tremare, perché «la santa Libertà, figlia del suolo francese», percorrerà la terra e, con «la mano sulla folgore», ridurrà in polvere i loro «scettri di bronzo».
A Parigi era allora attivo il cosiddetto Comitato austriaco, ispirato dalla coppia reale, che brigava segretamente perché le potenze straniere intervenissero con le armi a porre fine alla rivoluzione e restaurare il vecchio ordine. Ogni provocazione contro le monarchie straniere era naturalmente ben vista. A questo comitato appartenevano, tra gli altri, il Montmorin e sua figlia Mme de Beaumont, stretta amica di François de Pange. Non sappiamo però se Chénier fosse informato della sua esistenza.

#### LeRéflexions sur l'ésprit de parti
Il Journal de la Société de 1789 aveva cessato le pubblicazioni nel settembre del 1790 e nell'aprile del 1791 Chénier dovette pubblicare a proprie spese l'opuscolo Réflexions sur l'ésprit de parti. Questo nuovo scritto aveva un obiettivo già noto: il «popolaccio», quella parte del popolo «che non ha né proprietà, né domicilio, né attività» e perciò è, secondo Chénier, strumento nelle mani di coloro che se ne servono per i loro fini sediziosi, quegli «scrittori avidi» che alimentano la divisione e la discordia tra i cittadini.
D'altra parte, egli ebbe parole dure per i «prelati perduti nel lusso e nei debiti», quel clero che, scontento della legislazione introdotta dall'Assemblea, con sermoni, lettere pastorali e declamazioni «seminano la menzogna e il timore, allarmano le coscienze, ispirano l'odio verso la patria e le sue leggi». Anche nei confronti dei nobili era meno indulgente che nel passato: «sollevano le campagne, seminando la discordia, chiamando il sangue», e maledicendo la Francia, invocano «tutte le potenze della terra» perché sterminino «un paese in cui essi non sono più marchesi e dove non sono più incensati nella chiesa del loro villaggio».
Occorrerebbe, secondo Chénier, che l'Assemblea Costituente terminasse rapidamente i suoi lavori: sarebbe il segnale che anche la Rivoluzione è finita, e i diversi partiti che ora si combattono e che «deteriorano lo spirito pubblico» non avrebbero più ragione di essere. L'Assemblea Nazionale eletta al suo posto avrebbe per base una Costituzione definita e per scopo la messa in pratica dei suoi principi.

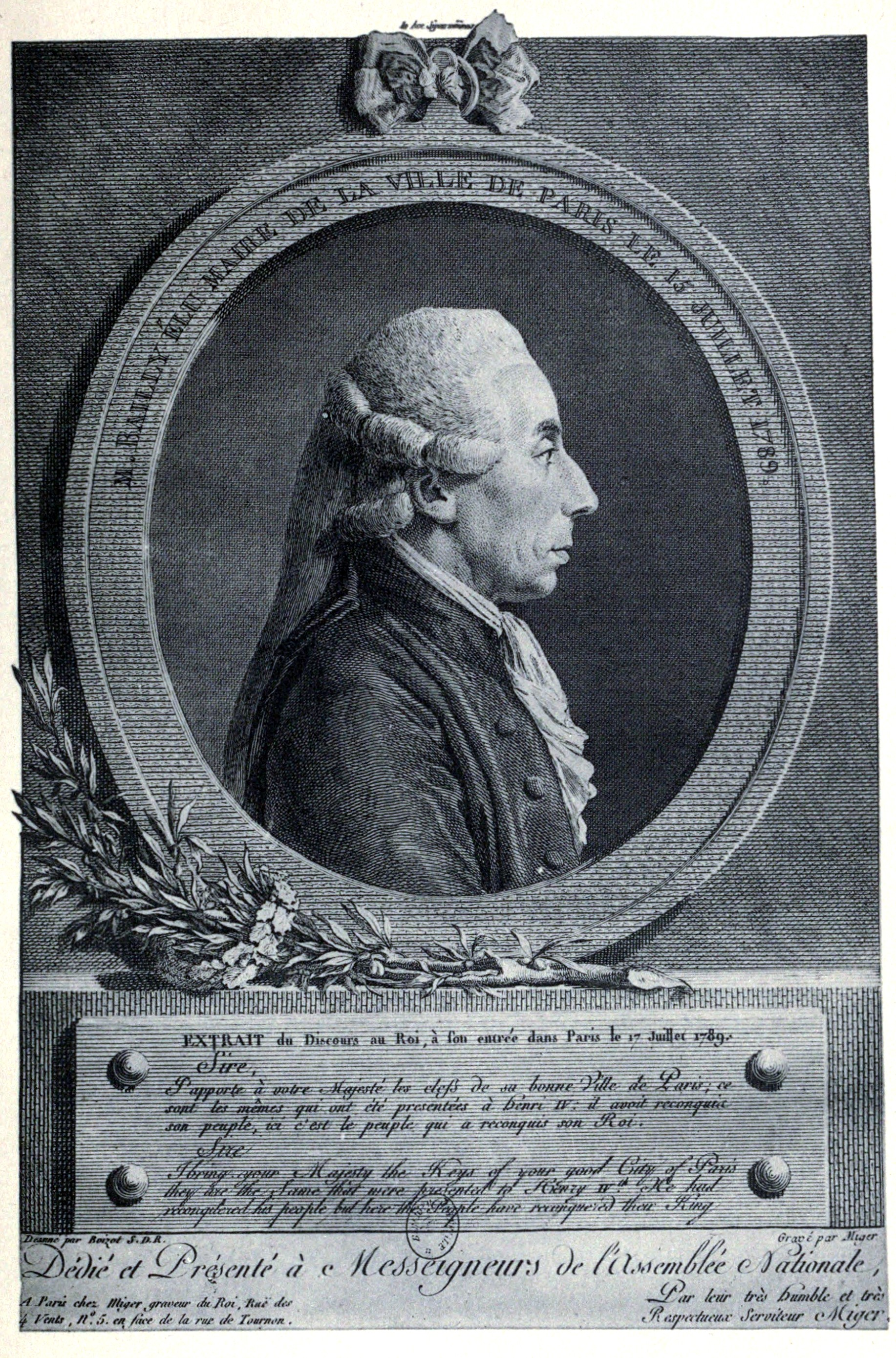
Jean Sylvain Bailly

Il 18 aprile 1791 un certo numero di aristocratici organizzò nell'Hôtel d'Esclignac, nella centrale rue du Faubourg-Saint-Honoré a Parigi, un concerto in onore di Mlle Dufresnoy, una suonatrice d'arpa di successo. Gli abitanti del quartiere, sospettando che si trattasse di una riunione sovversiva, chiesero l'intervento del commissario di polizia della sezione, che si limitò a identificare i presenti, tra i quali si trovava anche Mme de Bonneuil. L'episodio fornì a Chénier l'occasione per scrivere un articolo, Les Autels de la Peur (Gli altari della paura), denunciando «l'interrogatorio illegale, l'inquisizione assurda e rivoltante», che viola «la libertà e l'onestà». La paura è all'origine di questi atti, alimentati - scrive Chénier - da «quegli oratori del popolo, quei pretesi amici del popolo che inzuppano la penna nel sangue e nel fango». L'articolo di Chénier non fu pubblicato da nessun giornale, nemmeno da quelli a lui vicini come il monarchico Les Indépendants, di Suard, che aveva pubblicato estratti dell'Esprit du parti, o L'Ami des patriotes di Duquesnoy.
Da giugno a ottobre Chénier, che aveva definitivamente lasciato l'incarico all'ambasciata di Londra e non era riuscito a essere assunto in quella di Basilea, inviò cinque lettere al Moniteur, nelle quali commentava alcuni problemi politici: la lettera che l'abbé Raynal aveva inviato il 31 maggio all'Assemblea Costituente, certi punti della nuova Costituzione, la scelta dei deputati della prossima Assemblea Nazionale, la divisione nel clero tra preti tradizionalisti e costituzionali e, alla fine d'ottobre, una volta eletta la nuova Assemblea, una lettera aperta ai deputati. Quest'ultima, dove non mancano i consueti attacchi ai «miserabili» che intenderebbero per libertà «l'impunità per i banditi e la schiavitù per le persone dabbene», non fu però pubblicata. È interessante notare come Chénier non abbia commentato pubblicamente due avvenimenti capitali occorsi in quel periodo, il tentativo di fuga di Luigi XVI intercettato a Varennes, il 20 giugno, e la strage del Campo di Marte, avvenuta in presenza di La Fayette e Bailly il 17 luglio (che, secondo le fonti a loro ostili, fu ordinata da loro), i quali indebolirono fortemente il fronte dei monarchici costituzionali.

### Con il club dei Foglianti e ilJournal de Paris(1791-92)

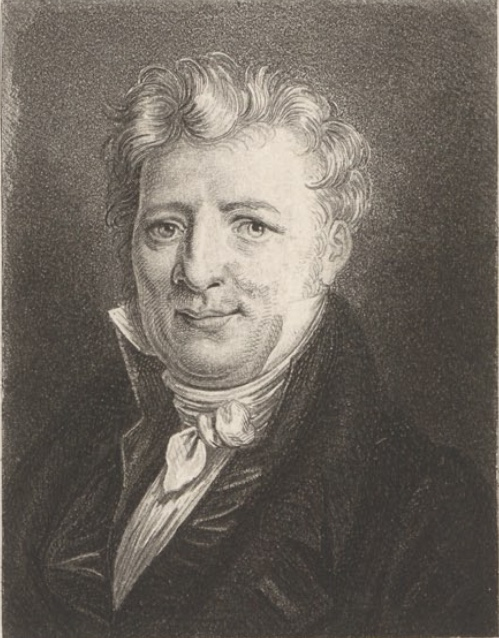
Charles de Lacretelle

Anche la Société de 1789, poco dopo il suo Journal, aveva chiuso i battenti e una parte dei suoi membri si era iscritta al club dei Giacobini. Questi, a loro volta, si trovarono agitati da una grave crisi interna a seguito dei dissensi sulla non eleggibilità dei costituenti all'Assemblea Nazionale e soprattutto sulle conseguenze politiche della fuga del Re, dissensi aggravati poi dal massacro del Campo di Marte. I seguaci di Bailly e La Fayette abbandonarono il club dei Giacobini per fondare un circolo nuovamente chiamato degli Amis de la Constitution, ma meglio noto come club dei Foglianti dal luogo delle loro riunioni, il grande convento di rue Saint-Honoré posto di fronte al giardino delle Tuileries, nel quartiere esclusivo di Place Vendôme.
Chénier s'iscrisse ai Foglianti con gli amici François de Pange e i due Trudaine. Un altro socio del club, Charles de Lacretelle, descrisse il talento oratorio di Chénier, «pieno di forza e di splendore», che avrebbe potuto, a suo giudizio, «disputare o strappare la palma dell'eloquenza» persino al girondino Vergniaud, forse l'oratore più brillante dell'Assemblea Nazionale. È ancora Lacretelle a informarci che, per difendere le sorti del partito monarchico costituzionale, Chénier, De Pange, il poeta Roucher, François Chéron e lui stesso si associarono nella collaborazione al Journal de Paris diretto da Suard.
Nella nuova Assemblea Legislativa, costituitasi il 1º ottobre 1791, la maggioranza sedeva al centro, rappresentata da indipendenti forti di 345 seggi, a destra stavano i deputati iscritti ai Foglianti in numero di 264, mentre a sinistra i deputati giacobini e cordiglieri formavano una minoranza di 136 eletti. Se per i Foglianti la rivoluzione era finita e la Francia non doveva attuare altre riforme, una politica che li associava sempre più al vecchio partito aristocratico, per tutti gli altri, rappresentanti della borghesia che aveva comprato i beni ecclesiastici e perciò temeva il ritorno al passato, non si potevano trascurare gli interessi dei contadini, che a loro volta temevano la restaurazione dei diritti feudali, e dei lavoratori delle città, che la rivoluzione intendevano difendere a ogni costo.

#### Lo scontro con i Giacobini
Dopo un breve articolo di appoggio alla candidatura di Lafayette alla carica di sindaco di Parigi, il 12 novembre, e un commento alla recente edizione delle lettere di Mirabeau, il 12 febbraio 1792, il primo articolo politicamente significativo di Chénier apparve il 26 febbraio col titolo De la cause des désordres qui troublent la France et arrêtent l'établissement de la liberté. Stranamente, esso non fu pubblicato nel Journal, ma in uno dei suoi supplementi, che ospitavano solo articoli a pagamento, così che Chénier dovette sborsare una cifra non indifferente, stanti anche le sue modeste finanze. Si ritiene comunemente che l'articolo sia stato pagato dai Trudaine e non, come insinuato dai suoi nemici, dal Comitato austriaco.

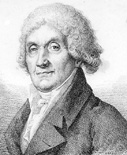
Jean-Baptiste Suard

L'articolo è un attacco violentissimo contro il club dei Giacobini, dove si sono insinuati, scrive Chénier, «molti ipocriti» e molti «personaggi indebitati», poveri perché «nullafacenti» e che perciò sperano in «qualunque cambiamento» pur di migliorare la propria condizione. In gran parte il club è formato da abili giocatori d'azzardo, da intriganti avidi e male intenzionati, e poi da onesti oziosi, ma «ignoranti e limitati», che servono senza saperlo le cattive intenzioni altrui. I Giacobini minacciano le proprietà, secondo Chénier, «ogni uomo ricco passa per nemico pubblico», sospetti e diffamazioni non risparmiano «né l'onore, né la reputazione», ogni assurdità è ammirata, «purché omicida», e ogni menzogna trova credito, «purché atroce». L'unica soluzione ai mali della Francia è perciò la «distruzione» dei Giacobini: 
(Chénier sui giacobini)
L'articolo di Chénier fece sensazione e scatenò polemiche. Suo fratello Marie-Joseph, legato ai Giacobini e ormai autore di tragedie di successo, allora ben più noto di André, scrisse il giorno dopo al Journal de Paris precisando di non aver avuto alcuna parte in quell'articolo che conteneva «un'opinione direttamente contraria» alla sua e di essere onorato di appartenere al club giacobino, firmandosi Marie-Joseph Chénier, autore di Charles IX, di Caïus Gracchus, etc. Suard, il direttore del Journal, intervenne anonimamente ironizzando sulla «triviale verbosità» di Marie-Joseph, che rispose con lo stesso tono, invitandolo a «stare al suo posto». Mentre le reazionarie Gazette universelle e Correspondance politique des véritables amis du roi et de la patrie esaltarono «la filippica perfettamente ben fatta contro le società giacobine» scritta da André, il 29 febbraio uscì sul Courrier la risposta del giacobino Boisguyon, che accusò André Chénier di incitare alla guerra civile. Qualche giorno dopo si seppe, con grande indignazione del Courrier, che André Chénier era tra i giurati del tribunale criminale nominati dal nuovo procuratore generale del dipartimento di Parigi Roederer, fatto eleggere da Lafayette prima di assumere il comando di un'armata alla frontiera.
Il 7 marzo André Chénier intervenne ancora sul supplemento del Journal, fornendo alcune precisazioni. Egli non aveva inteso coinvolgere tutti i Giacobini, poiché fra loro vi erano anche «uomini probi e saggi» che l'onoravano della loro amicizia, ma «l'amicizia che si deve a un fratello e i riguardi che si devono al talento» non gli avrebbero impedito di difendere le sue idee «anche contro di lui». Quanto alla sua carica di giurato, si dichiarava certo di svolgere il suo compito con imparzialità perché, affermava in conclusione, egli non aveva «alcun rapporto politico diretto o indiretto con nessun ministro» e non apparteneva «a nessuna Società, a nessuna persona, a nessun partito». E come a confermare la sua indipendenza di giudizio, il 25 marzo fece l'elogio del pittore giacobino David, al quale avrebbe voluto affidare la realizzazione, decretata dalla Costituente, di un quadro raffigurante Luigi XVI che riceve e accetta la Costituzione.

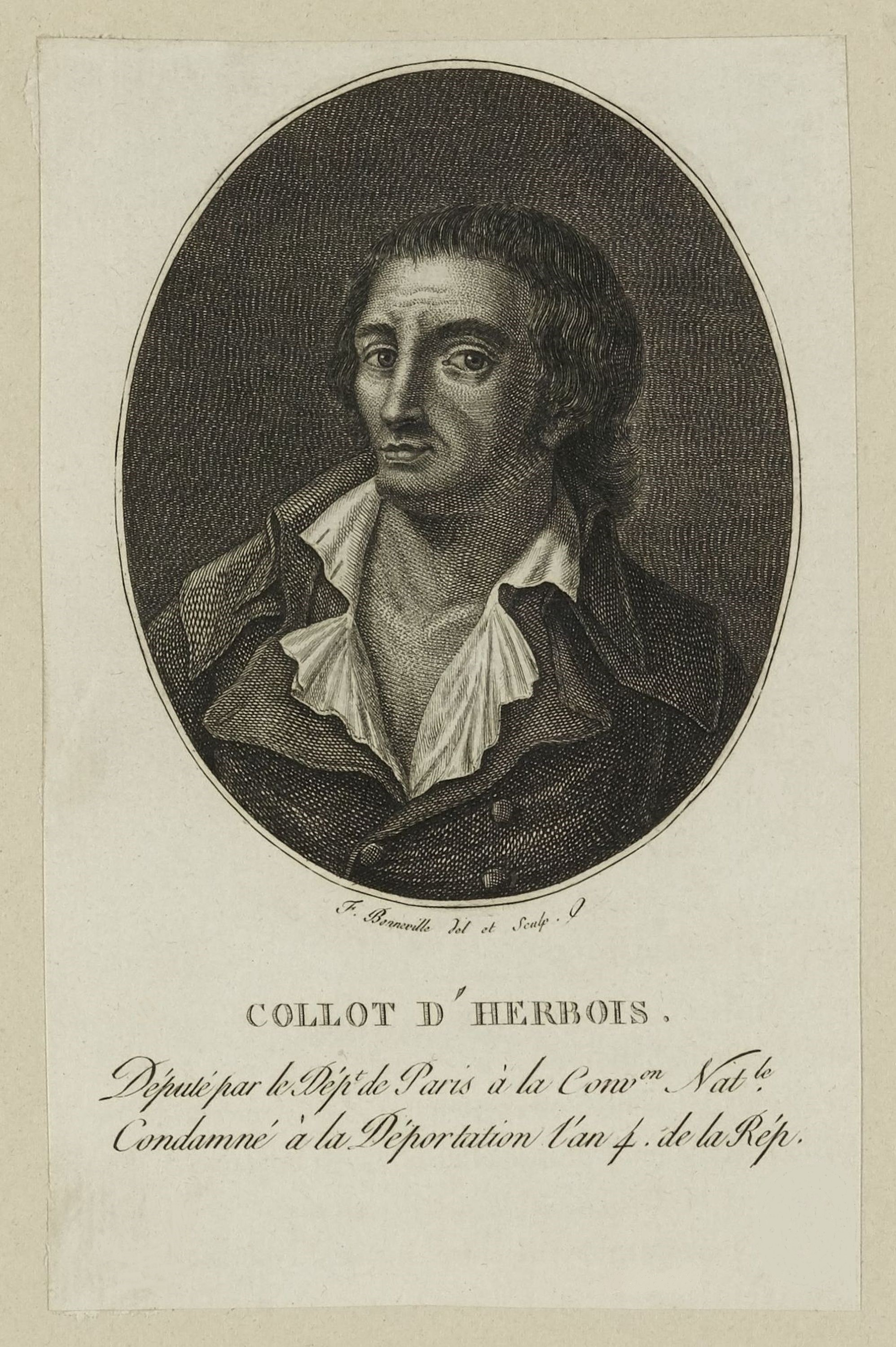
Collot d'Herbois

La tregua tra Chénier e i Giacobini durò poco. Nell'agosto del 1790, a Nancy, i soldati volontari del reggimento svizzero di Châteauvieux, tutti di sentimenti rivoluzionari - nel luglio 1789 avevano dichiarato che non avrebbero mai sparato sulla popolazione - si erano ribellati agli ufficiali, imprigionandoli e reclamando il soldo che da tempo non era loro corrisposto. Il marchese de Bouillé, comandante militare dell'Alsazia e Lorena e noto contro-rivoluzionario, utilizzando la guardia nazionale di Metz aveva soffocato nel sangue la rivolta e 41 soldati superstiti, estratti a sorte, erano stati condannati alle galere. Questi, amnistiati il 31 dicembre 1791 e liberati nel febbraio 1792, erano stati trionfalmente accolti dalla Comune di Brest e ora si dirigevano a Parigi, attesi dai festeggiamenti pubblici preparati dal Consiglio generale della Comune su iniziativa dei giacobini Collot d'Herbois, David e da suo fratello Marie-Joseph Chénier.

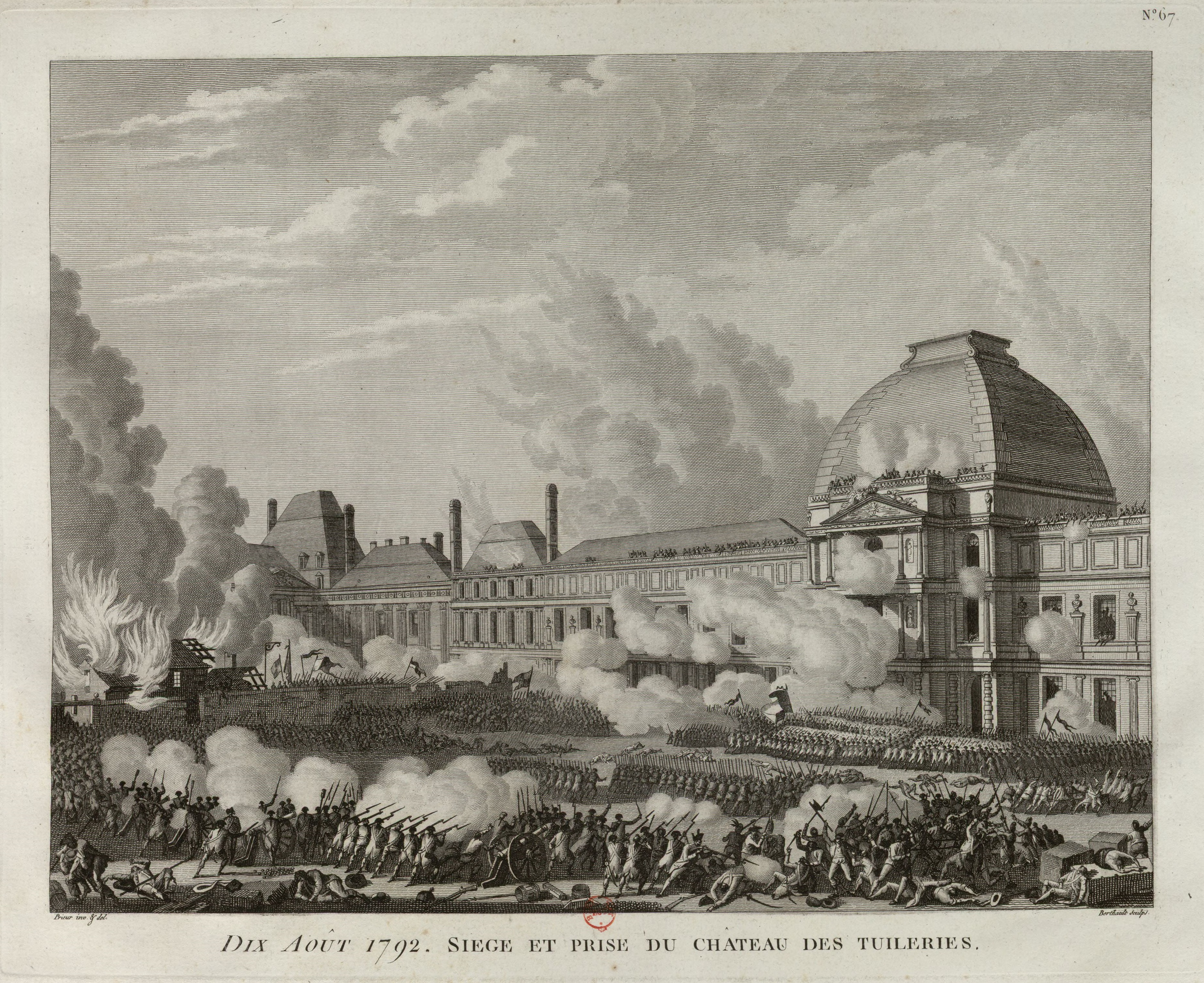
Pierre-Gabriel Berthault, Assedio e presa delle Tuileries (10 agosto 1792)

La decisione di festeggiare quei militari divise l'opinione pubblica tra reazionari e conservatori da una parte e democratici dall'altra. Il battaglione Capucins-Saint-Honoré della Guardia nazionale, comandato da Charles-Louis Trudaine, presentò una protesta redatta da Chénier: i festeggiamenti equivalevano a considerare criminali le guardie nazionali di Metz che avevano soffocato la protesta del reggimento Châteauvieux. Analogo ragionamento fu svolto da Chènier in due articoli pubblicati dal Journal de Paris il 29 marzo e il 4 aprile, Sur l'entrée triomphale qu'on prépare aux Suisses de Châteauvieux e De la fête triomphale qu'on prépare aux Chateauvieux, chiamando la prevista festa «miserabili orge» e «scandalosi baccanali». Dalla tribuna della sezione Sainte-Geneviève l'amico Roucher si associò a Chénier, qualificando di assassini gli svizzeri dello Châteauvieux.
La sera del 4 aprile, nella seduta dei Giacobini, Collot d'Herbois si scagliò in particolare contro Chénier e Roucher, «retori gelidi», «egoisti crudeli» e «vili calunniatori» entrambi, l'uno «prosatore sterile», l'altro «versificatore schiavo e prostituito» alla celebrazione di potenti aristocratici come i Broglie, i Bouillé, i Lambesc. Al discorso di Collot d'Herbois, stampato e affisso sui muri di Parigi, Chénier rispose il 10 aprile di aver «smascherato e denunciato alla Francia intera un pugno di sfrontati saltimbanchi che invadono l'impero in nome della libertà e osano decorare col nome di "voto del popolo" i loro capricci insolenti e le loro fantasie tiranniche».
La festa si tenne il 15 aprile, una domenica che i «parigini dabbene» preferirono trascorrere in campagna, come fece anche André Chénier, ospite dei Trudaine. E poiché nella festa si sarebbe cantato un inno scritto dal fratello Marie-Joseph e musicato da Gossec, prima di partire egli consegnò al Journal de Paris una sua parodia dell'inno, che fu pubblicata quella stessa domenica. Il suo sarcasmo su quei «guerrieri resi illustri dal sangue di tanti Francesi massacrati» e sui «quaranta assassini cari a Robespierre» non sarà dimenticato.

### La difesa del Re e la ghigliottina (1792-1794)
(André Chénier, Come un ultimo raggio, come un ultimo zefiro, in Ultime poesie, probabilmente scritta il 24 luglio, giorno prima della morte)

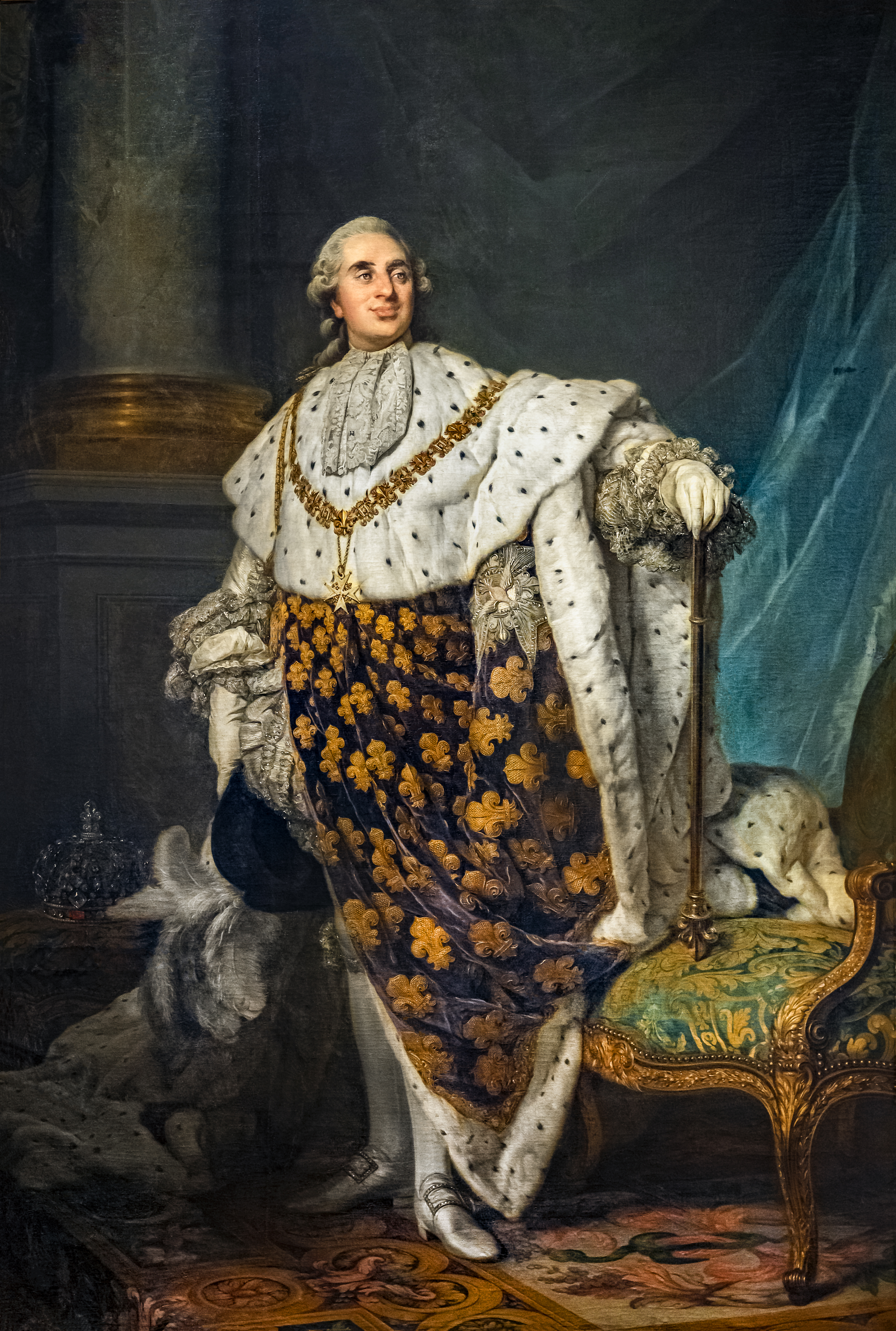
Luigi XVI di Francia con le vesti dell'incoronazione.

Tra maggio e luglio si infittirono gli articoli sul Journal, e in seguito all'episodio del 20 giugno, in cui il re sotto assedio si affacciò al balcone, fu costretto a forza a mettere il berretto frigio rosso con la coccarda tricolore francese, e bevve alla salute del popolo e della nazione, senza però cedere alle richieste della popolazione (che chiedeva la revoca del veto reale su due decreti dell'Assemblea), Chénier prese con decisione le difese del sovrano, verso il quale provava grande ammirazione per il senso di dignità dimostrato e grazie al quale nutriva ancora speranze che l'ordine costituzionale potesse essere preservato. Collaborò quindi con l'avvocato del re, Guillaume-Chrétien de Lamoignon de Malesherbes, quando il sovrano fu arrestato.
Tuttavia André divenne sempre più stanco e preoccupato, tanto che nel luglio fu preda di quelle coliche nefritiche che già lo avevano colpito nell'infanzia e alla fine del mese passò qualche giorno a Forges in Normandia per riprendersi, facendo ritorno nella capitale il 6 agosto, in una situazione ancora più disperata per i Foglianti, la cui voce sarebbe stata stroncata dai noti eventi della giornata del 10 agosto 1792, quando ci fu l'assedio delle Tuileries.
Dopo i massacri di settembre e l'instaurazione della Repubblica (21-22 settembre 1792), Luigi XVI fu processato a dicembre, condannato a morte dalla Convenzione nazionale e infine ghigliottinato il 21 gennaio 1793; il 16 ottobre toccò alla regina Maria Antonietta, che Chénier aveva satireggiato in passato per le spese folli di Versailles, ma divenuta ormai come il re un simbolo del contegno dignitoso assunto nelle difficoltà dalla famiglia reale.

Charles Müller, Appello delle ultime vittime del Terrore nella prigione di Saint-Lazare. 7, 9 termidoro 1794: André Chénier rappresentato al centro della scena

Dopo la fine di Luigi, il partito moderato fu sconfitto, i girondini proscritti a maggio, e si instaurò il governo montagnardo del Comitato di salute pubblica; Chénier si ritirò per quasi un anno a Versailles per tornare a Parigi alla fine del 1793. In quei giorni scrisse l'Ode a Marie-Anne Charlotte Corday, celebrando il suo gesto di uccidere Marat (definito "serpente nero" e "tigre" dai "denti insanguinati") il 13 luglio come eroico, ancor più alto perché compiuto da una donna.
Nel settembre 1793 fu emessa la legge dei sospetti, che diede inizio al Regime del Terrore.
Chénier fu arrestato il 7 marzo 1794 con madame Pastoret, nella sua casa a Passy, con il marchese suo marito e il padre di lei, in quanto sospetto di aver favorito la fuga della donna. Fu condotto nella prigione di Saint-Lazare, poi alla Conciergerie nell'ambito delle cosiddette operazioni denominate "cospirazioni delle prigioni". Il fratello Marie-Joseph e il padre tentarono di farlo liberare, il secondo (sconsigliato dal primo) intercedendo presso il deputato giacobino e poi termidoriano Bertrand Barère, che rispose sarcasticamente il 4 termidoro che Chénier sarebbe uscito "fra tre giorni", sollecitando probabilmente invece a giudicare il poeta, altrimenti "dimenticato" in prigione. Chénier fu difatti condannato dal tribunale rivoluzionario la mattina del 7 termidoro (25 luglio), senza avvocato, appello e possibilità di testimoni a discarico, secondo i dettami della legge del 22 pratile anno II (10 giugno, richiesta tra gli altri dallo stesso Barère, e che prevedeva due verdetti: morte o assoluzione); Chénier fu giustiziato sulla ghigliottina lo stesso giorno, due giorni prima della caduta di Robespierre.

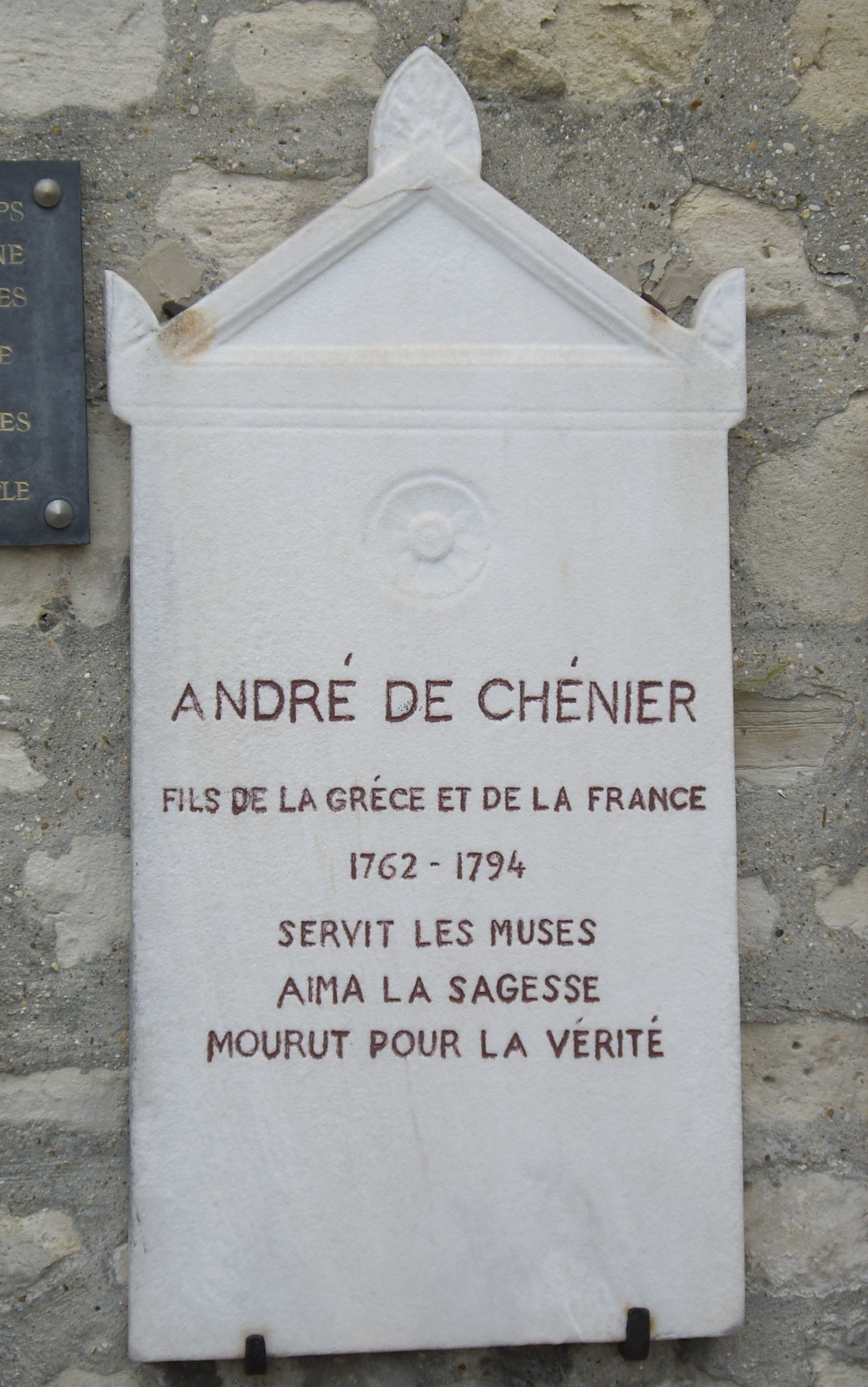
Cenotafio di Chénier nel cimitero di Picpus: "André de Chénier. Figlio della Grecia e della Francia. 1762-1794. Servì le Muse. Amò la saggezza. Morì per la verità".

Rivolgendosi a Jean Antoine Roucher, ghigliottinato assieme a lui, le sue ultime parole pronunciate prima di salire sul patibolo, sarebbero state: "Non ho fatto niente per i posteri", aggiungendo, indicando la propria testa: "Comunque, avevo qualcosa lì!" o "È un peccato, c'era qualcosa lì!". Essi recitavano versi a vicenda, come ricorda nella sua opera storica Alphonse de Lamartine. Nella carretta che li porta entrambi alla ghigliottina, si scambiarono dei versi intitolati poi d'Andromaque: «Oui, puisque je perds un ami si fidèle...» (da La dernière charrette). È noto il seguente aneddoto: aspettando il suo turno davanti al patibolo, pare leggesse una tragedia di Sofocle. Quando il boia venne a legargli le mani, Chénier si rimise il libro in tasca, non senza aver messo il segnalibro alla pagina.

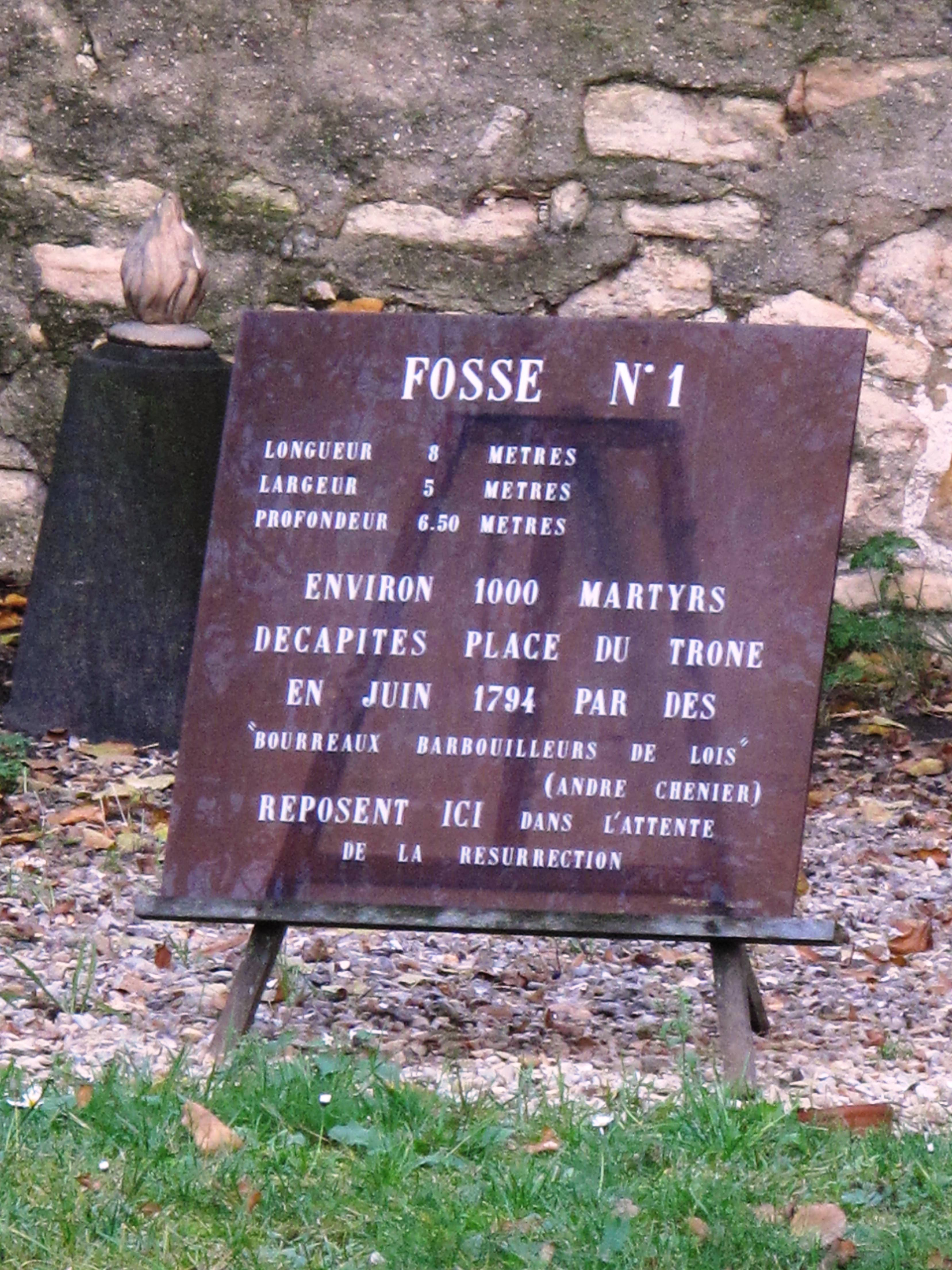
Targa su una delle fosse comuni di Picpus recante una citazione di Chénier

La carriera letteraria di André venne quindi brutalmente interrotta per opera della ghigliottina, in seguito all'accusa generica di "crimini contro lo Stato" e "complotto monarchico", sotto il regno del Terrore, nei fatti per essere stato l'autore dell'appello a favore di Luigi XVI nel 1792, oltre che per l'aperta e dura ostilità nei confronti dell'ala giacobina più estrema, da sempre dimostrata negli anni precedenti come simpatizzante fogliante.
Come altri ghigliottinati dello stesso periodo, fu sepolto in una fossa comune del Cimitero di Picpus, allora nel convento delle Chanoinesses (oggi in Place de la Nation), cimitero privato dove molto probabilmente si trova ancora e dove una lapide commemorativa lo ricorda. Nello stesso luogo fu sepolto nel 1834 un altro fogliante famoso, il generale La Fayette.

## L'opera
(A. Chénier, La jeune Tarentine, Bucoliques, vv.26-30)
Tutti i suoi scritti, a eccezione di quelli politici, dell'Ode sur le serment du Jeu de Paume e dell'Hymne aux Suisses de Chateauvieux, vennero pubblicati postumi, sia a causa della morte prematura sia per una sorta di irrequietezza metodologica, che lo induceva a incominciare vari scritti contemporaneamente, senza poi riuscire a terminarli. Questa abitudine complicò la datazione delle sue opere compiuta dalla critica.

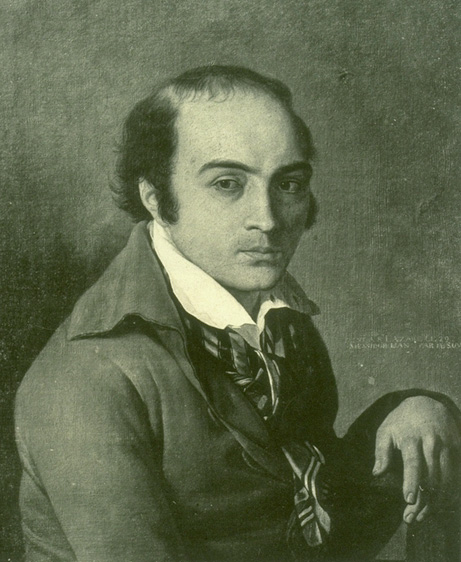
Chénier in prigione, ritratto di Joseph-Benoît Suvée

Alla morte del poeta, i manoscritti furono custoditi dal padre, prima di passare di mano in mano, andando in parte dispersi. Nel 1892 la vedova di Gabriel, nipote del poeta, li affidò alla Bibliothèque Nationale parigina.
Il fratello Marie-Joseph, un tempo agguerrito rivale politico, curò la pubblicazione della Jeune Tarentine e della Jeune Captive, dedicata ad Aimée de Coigny, duchessa di Fleury (1769-1820), di cui si era innamorato in prigione, due delle sue poesie più significative, e gli dedicò un'elegia. Il modello del primo di questi due brani è un passo del Libro I degli Astronomica di Manilio ed è spunto classico come quello di molte delle opere di Chénier.

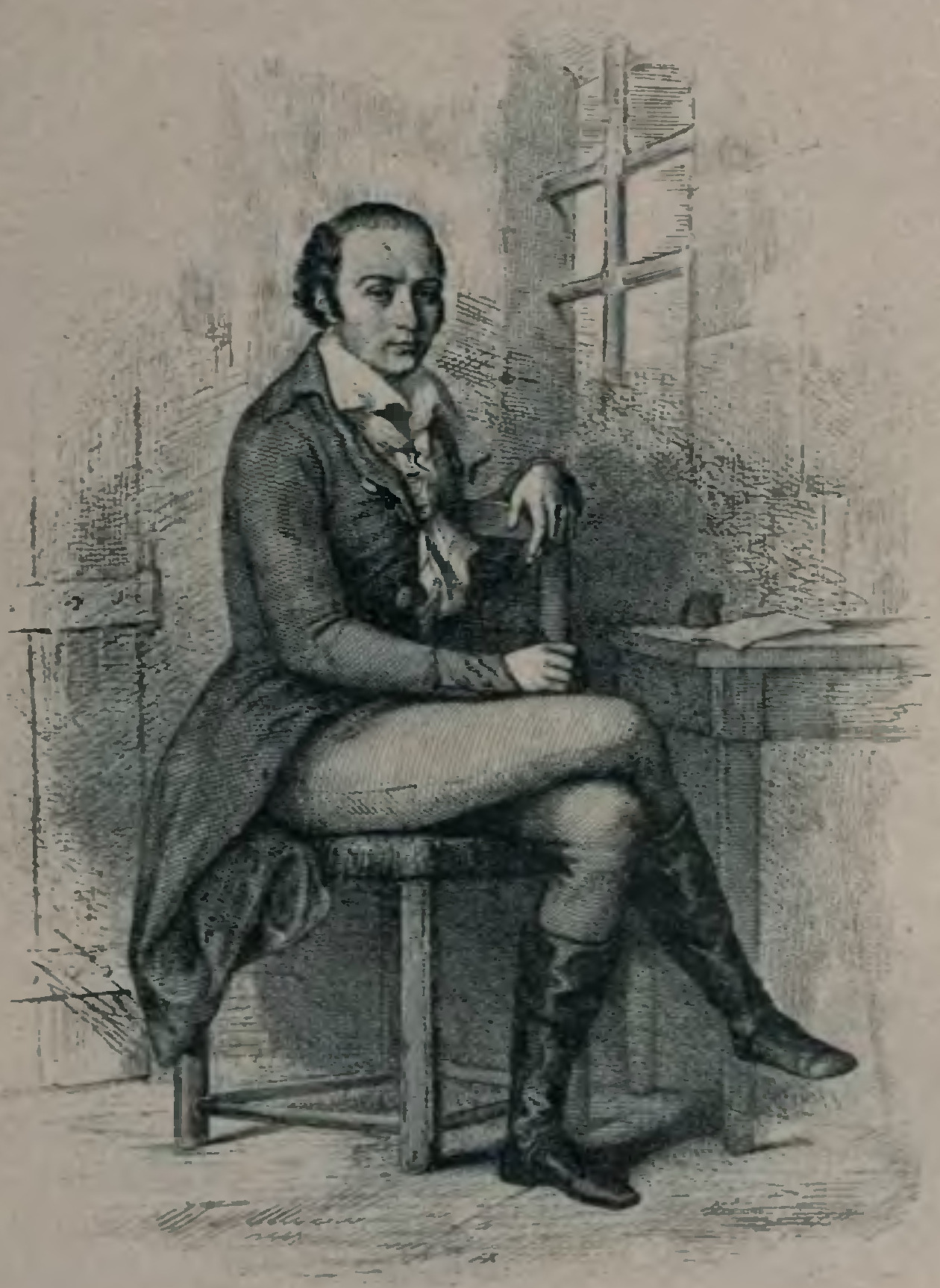
Tony Johannot, Chénier in prigione, dal ritratto di Suvée

Nel 1819 vide la luce la prima edizione dei suoi testi, a cura di Henri de Latouche. Per quanto approssimativa, ebbe il merito di far uscire lo Chénier poeta dall'anonimato, tanto che un lavoro critico successivo ha portato a edizioni più autentiche e precise, come nel caso del volume uscito a Parigi nel 1862 a cura di Becq de Fouquières, e ancor più in quello primo novecentesco del maggiore studioso del poeta, Paul Dimoff (Œuvres complètes, Paris, 1908-19).
Le opere di Chénier spaziano dalla poesia satirica al teatro, dalla lirica filosofeggiante alla letteratura orientale.
La critica, generalmente, attribuisce al primo periodo creativo i tre libri delle Elégies, costituiti da liriche a sfondo sentimentale ricche di passione e di riferimenti a esperienze personali, oltre alle Bucoliques, ritenute il suo capolavoro e alle Art d'aimer.

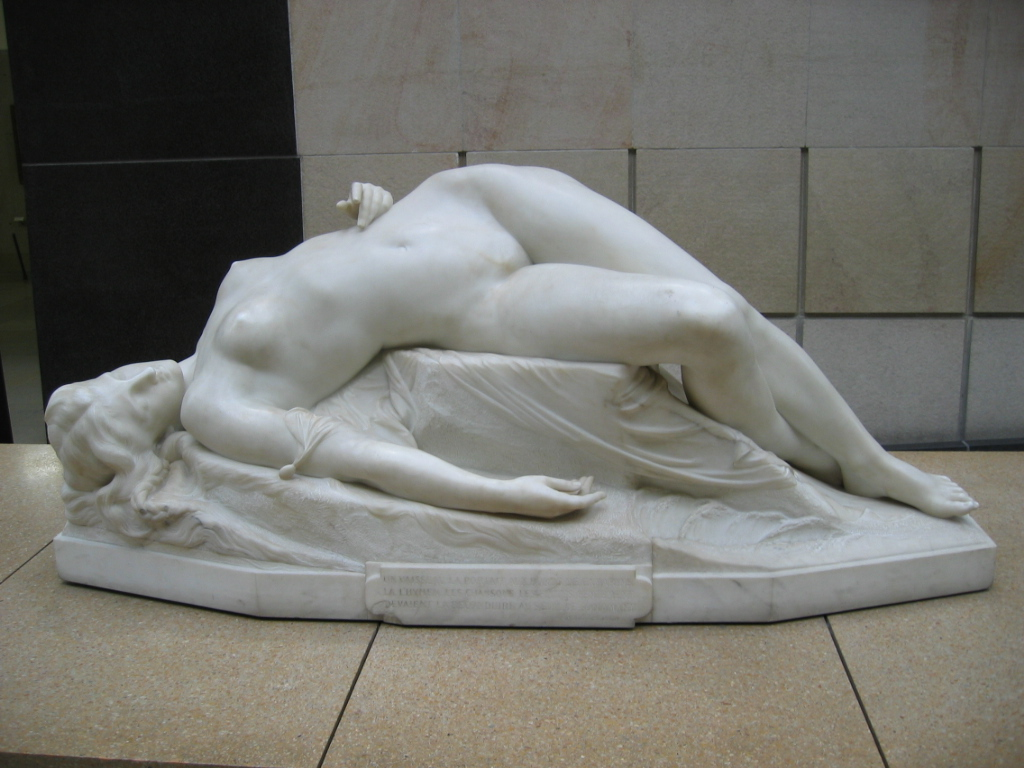
Alexandre Schoenewerk, La Jeune Tarentine, scultura ispirata al poema di Chénier

Ad una seconda fase letteraria vengono collocati i due poemi filosofici L'Amérique ed Hermès, il poema satirico La République des Lettres, il poema biblico Suzanne, ed il poemetto L'invention che presenta le caratteristiche della sua poetica.
Chénier, pur appartenendo all'ambito pre-romantico e venendo considerato un precursore di Victor Hugo e dei simbolisti, restò legato alle atmosfere settecentesche, sia per lo stile influenzato dai classici, e sia per i contenuti e il linguaggio. Chateaubriand cita tre volte Chénier e i suoi versi nel Genio del Cristianesimo (1802), l'amico Vittorio Alfieri lo ricorda nella Vita scritta da esso, la propria autobiografia, e gli dedica una lirica nelle Rime, il Capitolo, ad Andrea Chénier, a Londra (1789).
I letterati delle epoche successive hanno espresso pareri opposti su Chénier, passando dall'adorazione di Sainte-Beuve alla stroncatura baudelairiana, fino alla stima di Albert Camus che lo definì "il solo poeta dei suoi tempi", e di Vladimir Nabokov.

## Omaggi
- È dedicata a lui una sezione del libro "Stello" di Alfred de Vigny
- Omaggio al poeta è una lirica di Victor Hugo nella raccolta di poesie Le contemplazioni
- Chénier è stato il soggetto di una lirica composta da Aleksandr Sergeevič Puškin dedicata a N. N. Raèvskij.
- Chénier è stato il soggetto dell'Andrea Chénier, la più famosa opera in quattro quadri di Umberto Giordano su libretto di Luigi Illica; diverse arie sono ispirate a reali composizioni di Chénier, anche se parte della trama è romanzata.
- Émile Schwartz musicò nel 1911 il poema drammatico in quattro atti André Chénier di Jean-Marie Mestrallet, pubblicato nel 1910.
- L'Andrea Chénier è un film di Clemente Fracassi sulla vita del poeta.
- Ad André Chénier è intitolato l'asteroide 12701 Chénier.
- Il controverso scrittore, giornalista e poeta Robert Brasillach scrisse un saggio, Chénier. La pensée française (pubblicato postumo nel 1947 dopo la fucilazione dell'autore per collaborazionismo con la Germania nazista e una poesia, Canzone per Andrea Chénier (1794-1944) dalla raccolta Poemi di Fresnes, a introduzione del saggio: